# Liste österreichischer Agrargemeinschaften
Die Liste österreichischer Agrargemeinschaften stellt eine Zusammenfassung bestehender Agrargemeinschaften dar, gegliedert nach österreichischen Bundesländern. Im Bundesland Wien gibt es keine Agrargemeinschaften. Die Daten stammen von den Agrarbehörden der jeweiligen Bundesländer.

## Listendarstellung

### Burgenland
Stand Oktober 2010. Im Burgenland führt die weit überwiegende Mehrzahl der Agrargemeinschaften die letztlich noch aus der ersten Hälfte des 19. Jahrhunderts stammende – und auf einem Gesetz des ungarischen Reichstags beruhende – Bezeichnung „Urbarialgemeinde“, was aber auf den rechtlichen Charakter als Agrargemeinschaft keinen Einfluss hat. Deshalb wurde von der Angabe dieser Bezeichnung abgesehen, ausgenommen bei solchen Gemeinschaften, die denselben Namen führen: „UG“ bedeutet dann Urbarialgemeinde, „AG“ hingegen Agrargemeinschaft. Die Liste enthält lediglich Agrargemeinschaften mit einer Eigentumsfläche von mindestens zehn Hektar, die Flächen sind in Hektar angegeben und auf Ar gerundet.
| Bezeichnung                           | Gemeinde                        | Fläche in ha |
| ------------------------------------- | ------------------------------- | ------------ |
| Allersdorf                            | Weiden bei Rechnitz             | 28,81        |
| Allersgraben                          | Weiden bei Rechnitz             | 51,30        |
| Althodis                              | Markt Neuhodis                  | 76,08        |
| Altschlaining                         | Stadtschlaining                 | 18,74        |
| Andau (Kleinhäusler)                  | Andau                           | 14,77        |
| Andau (Bauern)                        | Andau                           | 47,93        |
| Antau                                 | Antau                           | 26,11        |
| Apetlon                               | Apetlon                         | 1.256,43     |
| Aschau                                | Oberschützen                    | 53,29        |
| Bad Tatzmannsdorf                     | Bad Tatzmannsdorf               | 92,87        |
| Badersdorf                            | Badersdorf                      | 53,53        |
| Baumgarten (Weide)                    | Baumgarten                      | 39,57        |
| Baumgarten (Wald)                     | Baumgarten                      | 172,46       |
| Bernstein                             | Bernstein                       | 110,71       |
| Breitenbrunn                          | Breitenbrunn am Neusiedler See  | 374,61       |
| Bubendorf                             | Pilgersdorf                     | 67,29        |
| Deutsch Bieling                       | Heiligenbrunn                   | 97,15        |
| Deutsch Ehrensdorf                    | Strem                           | 32,77        |
| Deutsch Gerisdorf                     | Pilgersdorf                     | 103,24       |
| Deutsch Jahrndorf                     | Deutsch Jahrndorf               | 15,22        |
| Deutsch Schützen                      | Deutsch Schützen-Eisenberg      | 55,50        |
| D. Tschantschendorf                   | Tobaj                           | 52,47        |
| Deutschkreutz                         | Deutschkreutz                   | 169,82       |
| Donnerskirchen                        | Donnerskirchen                  | 246,81       |
| Dörfl                                 | Steinberg-Dörfl                 | 165,13       |
| Draßburg (Untergut)                   | Draßburg                        | 140,17       |
| Draßmarkt                             | Draßmarkt                       | 161,23       |
| Dreihütten                            | Bernstein                       | 17,72        |
| Drumling                              | Stadtschlaining                 | 32,45        |
| Dürnbach                              | Schachendorf                    | 222,52       |
| Eberau                                | Eberau                          | 56,23        |
| Edelstal                              | Edelstal                        | 40,53        |
| Edlitz                                | Deutsch Schützen-Eisenberg      | 14,46        |
| Edlitz-St.Kathrein                    | Deutsch Schützen-Eisenberg      | 380,30       |
| Eisenberg a.d.P. (AG)                 | Deutsch Schützen-Eisenberg      | 159,66       |
| Eisenberg a.d.P. (UG)                 | Deutsch Schützen-Eisenberg      | 14,64        |
| Forchtenau                            | Forchtenstein                   | 102,14       |
| Frankenau                             | Frankenau-Unterpullendorf       | 203,31       |
| Gaas                                  | Eberau                          | 49,18        |
| Gattendorf                            | Gattendorf                      | 11,17        |
| Gerersdorf b.G.                       | Gerersdorf-Sulz                 | 52,38        |
| Girm                                  | Deutschkreutz                   | 178,45       |
| Glashütten b. Langeck                 | Lockenhaus                      | 33,39        |
| Glashütten b. Schlaining              | Unterkohlstätten                | 402,43       |
| Goberling                             | Stadtschlaining                 | 32,47        |
| Großmutschen                          | Frankenau-Unterpullendorf       | 44,16        |
| Großpetersdorf                        | Großpetersdorf                  | 77,13        |
| Großwarasdorf                         | Großwarasdorf                   | 326,71       |
| Güssing                               | Güssing                         | 41,32        |
| Hagensdorf                            | Heiligenbrunn                   | 200,20       |
| Halbturn (Bauern)                     | Halbturn                        | 26,40        |
| Hammerteich                           | Lockenhaus                      | 74,84        |
| Hannersdorf                           | Hannersdorf                     | 23,53        |
| Harmisch                              | Kohfidisch                      | 27,99        |
| Haschendorf                           | Neckenmarkt                     | 32,61        |
| Heiligenbrunn                         | Heiligenbrunn                   | 17,50        |
| Heiligenkreuz i.L.                    | Heiligenkreuz im Lafnitztal     | 21,67        |
| Hirm                                  | Hirm                            | 31,63        |
| Hochstraß                             | Lockenhaus                      | 96,18        |
| Holzschlag                            | Unterkohlstätten                | 34,45        |
| Horitschon                            | Horitschon                      | 88,04        |
| Hornstein                             | Hornstein                       | 440,85       |
| Illmitz (Unterillmitz)                | Illmitz                         | 379,22       |
| Illmitz (Oberillmitz)                 | Illmitz                         | 232,21       |
| Inzenhof                              | Inzenhof                        | 12,99        |
| Jois                                  | Jois                            | 602,08       |
| Kaisersdorf                           | Kaisersdorf                     | 83,24        |
| Kalkgruben                            | Weppersdorf                     | 42,29        |
| Karl                                  | Draßmarkt                       | 107,76       |
| Kleinhöflein (Wald)                   | Eisenstadt                      | 300,67       |
| Kleinmutschen                         | Frankenau-Unterpullendorf       | 35,83        |
| Kleinpetersdorf                       | Großpetersdorf                  | 34,07        |
| Kleinwarasdorf                        | Großwarasdorf                   | 231,65       |
| Kleinwarasdorf (Söllner)              | Großwarasdorf                   | 27,36        |
| Klingenbach                           | Klingenbach                     | 178,02       |
| Klostermarienberg                     | Mannersdorf an der Rabnitz      | 105,06       |
| Kobersdorf                            | Kobersdorf                      | 171,07       |
| Kogl                                  | Pilgersdorf                     | 28,63        |
| Krensdorf                             | Krensdorf                       | 113,55       |
| Kr. Ehrensdorf                        | Eberau                          | 35,23        |
| Kr. Geresdorf                         | Nikitsch                        | 146,92       |
| Kr. Geresdorf (Söllner)               | Nikitsch                        | 19,64        |
| Kr. Minihof (Söllner)                 | Nikitsch                        | 14,54        |
| Kr. Minihof                           | Nikitsch                        | 251,71       |
| Krottendorf bei Güssing               | Güssing                         | 15,72        |
| Kukmirn                               | Kukmirn                         | 80,61        |
| Kulm                                  | Eberau                          | 11,02        |
| Lackenbach                            | Lackenbach                      | 88,08        |
| Lackendorf                            | Lackendorf                      | 110,92       |
| Landsee                               | Markt Sankt Martin              | 60,18        |
| Langeck i.B.                          | Lockenhaus                      | 56,93        |
| Lebenbrunn                            | Pilgersdorf                     | 31,03        |
| Leithaprodersdorf                     | Leithaprodersdorf               | 63,70        |
| Liebing                               | Mannersdorf an der Rabnitz      | 46,44        |
| Limbach                               | Kukmirn                         | 32,15        |
| Lindgraben                            | Kobersdorf                      | 61,89        |
| Lockenhaus                            | Lockenhaus                      | 132,34       |
| Loipersbach                           | Loipersbach im Burgenland       | 112,60       |
| Luising                               | Heiligenbrunn                   | 50,38        |
| Lutzmannsburg                         | Lutzmannsburg                   | 336,02       |
| Mannersdorf an der Rabnitz            | Mannersdorf an der Rabnitz      | 153,76       |
| Mariasdorf                            | Mariasdorf                      | 44,29        |
| Markt St. Martin                      | Markt Sankt Martin              | 104,29       |
| Markt Neuhodis                        | Markt Neuhodis                  | 37,27        |
| Marz                                  | Marz                            | 395,84       |
| Mattersburg                           | Mattersburg                     | 440,55       |
| Miedlingsdorf                         | Großpetersdorf                  | 46,79        |
| Mitterpullendorf                      | Oberpullendorf                  | 107,61       |
| Mönchmeierhof                         | Weiden bei Rechnitz             | 78,91        |
| Mörbisch                              | Mörbisch am See                 | 147,87       |
| Moschendorf                           | Moschendorf                     | 40,57        |
| Müllendorf                            | Müllendorf                      | 12,74        |
| Nebersdorf (Wald)                     | Großwarasdorf                   | 122,75       |
| Nebersdorf                            | Großwarasdorf                   | 72,20        |
| Neckenmarkt                           | Neckenmarkt                     | 659,65       |
| Neudorf bei Landsee                   | Markt Sankt Martin              | 65,59        |
| Neudorf bei Parndorf                  | Neudorf                         | 59,85        |
| Neudörfl (Söllner)                    | Neudörfl                        | 71,18        |
| Neudörfl (Bauern)                     | Neudörfl                        | 68,86        |
| Neufeld an der Leitha                 | Neufeld an der Leitha           | 18,27        |
| Neuhaus am Klausenbach                | Neuhaus am Klausenbach          | 15,23        |
| Neumarkt-Mönchmeierhof                | Weiden bei Rechnitz             | 156,97       |
| Neusiedl am See                       | Neusiedl am See                 | 993,59       |
| Neustift an der Rosalia               | Forchtenstein                   | 38,23        |
| Neustift bei Schlaining               | Mariasdorf                      | 23,46        |
| Neutal                                | Neutal                          | 78,33        |
| Nickelsdorf                           | Nickelsdorf                     | 173,82       |
| Nikitsch (Bauern)                     | Nikitsch                        | 259,72       |
| Oberkohlstätten (AG)                  | Unterkohlstätten                | 98,49        |
| Oberkohlstätten (UG)                  | Unterkohlstätten                | 35,99        |
| Oberloisdorf                          | Oberloisdorf                    | 137,79       |
| Oberpetersdorf                        | Kobersdorf                      | 104,84       |
| Oberpodgoria                          | Weiden bei Rechnitz             | 33,67        |
| Oberrabnitz                           | Draßmarkt                       | 47,94        |
| Oberschützen                          | Oberschützen                    | 68,76        |
| Oggau                                 | Oggau am Neusiedler See         | 75,05        |
| Oslip                                 | Oslip                           | 328,75       |
| Pilgersdorf                           | Pilgersdorf                     | 126,28       |
| Piringsdorf                           | Piringsdorf                     | 71,20        |
| Podler                                | Weiden bei Rechnitz             | 44,19        |
| Pöttelsdorf                           | Pöttelsdorf                     | 172,91       |
| Pöttsching (Bauern)                   | Pöttsching                      | 226,43       |
| Punitz                                | Tobaj                           | 102,28       |
| Purbach am See                        | Purbach am Neusiedler See       | 239,45       |
| Raiding                               | Raiding                         | 121,98       |
| Rattersdorf                           | Mannersdorf an der Rabnitz      | 81,81        |
| Rauhriegel                            | Weiden bei Rechnitz             | 32,55        |
| Rechnitz-Ungermarkt                   | Rechnitz                        | 289,65       |
| Rechnitz-Deutschmarkt                 | Rechnitz                        | 648,44       |
| Redlschlag                            | Bernstein                       | 52,63        |
| Rettenbach                            | Bernstein                       | 37,57        |
| Riedlingsdorf                         | Riedlingsdorf                   | 52,74        |
| Ritzing                               | Ritzing                         | 134,26       |
| Rohrbach bei Mattersburg              | Rohrbach bei Mattersburg        | 392,84       |
| Rumpersdorf                           | Weiden bei Rechnitz             | 90,56        |
| Salmannsdorf                          | Pilgersdorf                     | 42,86        |
| Schachendorf                          | Schachendorf                    | 49,29        |
| Schattendorf                          | Schattendorf                    | 270,76       |
| Schützen am Gebirge                   | Schützen am Gebirge             | 307,16       |
| Schwendgraben                         | Unterrabnitz-Schwendgraben      | 23,00        |
| Siegendorf                            | Siegendorf                      | 438,42       |
| Sieggraben                            | Sieggraben                      | 402,21       |
| Siget i.d.W.                          | Rotenturm an der Pinka          | 23,25        |
| Sigleß                                | Sigleß                          | 168,52       |
| Spitzzicken                           | Rotenturm an der Pinka          | 89,86        |
| St. Andrä                             | Sankt Andrä am Zicksee          | 216,25       |
| St. Kathrein                          | Deutsch Schützen-Eisenberg      | 21,22        |
| St. Margarethen                       | Sankt Margarethen im Burgenland | 665,29       |
| St. Martin i.d.W.                     | Oberwart                        | 327,78       |
| Stadtschlaining                       | Stadtschlaining                 | 31,91        |
| Steinbach i.B.                        | Pilgersdorf                     | 16,80        |
| Steinberg                             | Steinberg-Dörfl                 | 159,15       |
| Steinbrunn (Sessionisten und Söllner) | Steinbrunn                      | 86,24        |
| Steinfurt                             | Strem                           | 15,83        |
| Steingraben                           | Güssing                         | 33,38        |
| Stoob                                 | Stoob                           | 110,11       |
| Stöttera                              | Zemendorf-Stöttera              | 59,84        |
| Stotzing                              | Stotzing                        | 96,28        |
| Strebersdorf                          | Lutzmannsburg                   | 68,06        |
| Strem                                 | Strem                           | 61,57        |
| Stuben                                | Bernstein                       | 18,36        |
| Sulzriegel                            | Bad Tatzmannsdorf               | 11,55        |
| Tadten                                | Tadten                          | 48,35        |
| Tobaj                                 | Tobaj                           | 25,56        |
| Trausdorf an der Wulka                | Trausdorf an der Wulka          | 150,99       |
| Tschurndorf                           | Weppersdorf                     | 41,48        |
| Tudersdorf                            | Tobaj                           | 11,20        |
| Unterfrauenhaid                       | Unterfrauenhaid                 | 103,44       |
| Unterkohlstätten                      | Unterkohlstätten                | 42,69        |
| Unterloisdorf                         | Mannersdorf an der Rabnitz      | 119,84       |
| Unterpetersdorf                       | Horitschon                      | 55,06        |
| Unterpodgoria                         | Weiden bei Rechnitz             | 46,72        |
| Unterpullendorf                       | Frankenau-Unterpullendorf       | 159,69       |
| Unterrabnitz                          | Unterrabnitz-Schwendgraben      | 83,25        |
| Unterschützen                         | Oberschützen                    | 165,83       |
| Urbersdorf                            | Güssing                         | 36,63        |
| Walbersdorf                           | Mattersburg                     | 27,11        |
| Wallern                               | Wallern im Burgenland           | 73,37        |
| Weiden bei Rechnitz - Parapatitsberg  | Weiden bei Rechnitz             | 26,46        |
| Weiden b. Rechnitz                    | Weiden bei Rechnitz             | 40,43        |
| Weingraben                            | Weingraben                      | 68,08        |
| Welgersdorf                           | Großpetersdorf                  | 54,26        |
| Weppersdorf                           | Weppersdorf                     | 252,99       |
| Wiesen                                | Wiesen                          | 140,29       |
| Wimpassing                            | Wimpassing an der Leitha        | 104,85       |
| Winden                                | Winden am See                   | 43,52        |
| Woppendorf                            | Hannersdorf                     | 23,97        |
| Wulkaprodersdorf (Wald)               | Wulkaprodersdorf                | 38,00        |
| Zagersdorf                            | Zagersdorf                      | 150,68       |
| Zemendorf                             | Zemendorf-Stöttera              | 104,60       |
| Zillingtal (Wald)                     | Zillingtal                      | 280,78       |
| Zillingtal (Sessionisten)             | Zillingtal                      | 38,93        |
| Zuberbach                             | Weiden bei Rechnitz             | 77,74        |
| Zurndorf                              | Zurndorf                        | 87,92        |

### Kärnten
Stand August 2009. Angeführt sind alle Agrargemeinschaften mit einer Fläche von mindestens zehn Hektar, die Flächen sind in Hektar angegeben und auf Ar gerundet.
| Bezeichnung                                                                                        | Gemeinde                      | Fläche in ha |
| -------------------------------------------------------------------------------------------------- | ----------------------------- | ------------ |
| Achomitz                                                                                           | Hohenthurn                    | 143,30       |
| Achornachalpe                                                                                      | Kirchbach                     | 121,82       |
| Adenberg                                                                                           | Rennweg am Katschberg         | 17,92        |
| Aichbergerzeche                                                                                    | Wolfsberg                     | 193,63       |
| Aichholzriegelwald                                                                                 | Mühldorf                      | 32,53        |
| Aichhorn                                                                                           | Heiligenblut am Großglockner  | 174,52       |
| Aichhornalpe                                                                                       | Reißeck                       | 108,46       |
| Aigen                                                                                              | Kötschach-Mauthen             | 49,51        |
| Aigner Schafberg                                                                                   | Bad Kleinkirchheim            | 86,72        |
| Alpe Hinter den Wiesen                                                                             | Heiligenblut am Großglockner  | 395,09       |
| Alpe unter dem Himmel                                                                              | Heiligenblut am Großglockner  | 14,52        |
| Alpenweidegenossenschaft Seltschach Agoritschach Greuth                                            | Arnoldstein                   | 13,37        |
| Alte Wiese                                                                                         | Reißeck                       | 20,37        |
| Alter Garten                                                                                       | Fresach                       | 11,00        |
| Altersberger Alpe                                                                                  | Trebesing                     | 245,98       |
| Altersberger Freiberg                                                                              | Trebesing                     | 10,57        |
| Althauser Alpe                                                                                     | Steinfeld                     | 214,25       |
| Amberg                                                                                             | Fresach                       | 210,95       |
| Amlach                                                                                             | Greifenburg                   | 14,54        |
| Apriacher Kühberg                                                                                  | Heiligenblut am Großglockner  | 92,46        |
| Apriacher Wälder                                                                                   | Heiligenblut am Großglockner  | 552,12       |
| Arnoldstein-Gailitz                                                                                | Arnoldstein                   | 29,95        |
| Assing-Pallas                                                                                      | Lesachtal                     | 90,56        |
| Asten                                                                                              | Mörtschach                    | 464,48       |
| Astner Moos                                                                                        | Mörtschach                    | 12,12        |
| Astner-Hochalpe                                                                                    | Mörtschach                    | 888,41       |
| Auen- und Leitenwald                                                                               | Mörtschach                    | 56,68        |
| Äußere Eben-Alpe                                                                                   | Heiligenblut am Großglockner  | 210,88       |
| Außerfragant                                                                                       | Flattach                      | 46,13        |
| Baldramsdorf                                                                                       | Baldramsdorf                  | 35,89        |
| Bannwald der Nachbarschaft Sonnberg Densdorf Pleßnitz                                              | Krems in Kärnten              | 20,12        |
| Bannwald der Pleßnitzer                                                                            | Krems in Kärnten              | 14,90        |
| Bannwald Rennweg St. Georgen Frankenberg                                                           | Rennweg am Katschberg         | 46,66        |
| Bauer in Bodenalpe                                                                                 | Paternion                     | 183,57       |
| Beewiesen                                                                                          | Krems in Kärnten              | 95,80        |
| Berg                                                                                               | Berg im Drautal               | 131,90       |
| Bergeralpe                                                                                         | Krems in Kärnten              | 90,53        |
| Bergerwald am Sonnberg                                                                             | Stall                         | 10,24        |
| Berggmain                                                                                          | Hermagor-Pressegger See       | 10,32        |
| Bernitschalpe                                                                                      | Reißeck                       | 211,47       |
| Bernlieger Alpe                                                                                    | Feld am See                   | 34,59        |
| Besitzaufstockungsgemeinschaft Maria Luggau                                                        | Lesachtal                     | 73,84        |
| Biedermannalpe (im GB nicht bezeichnet)                                                            | Lendorf                       | 94,78        |
| Blasalpe                                                                                           | Reißeck                       | 260,90       |
| Blasniger-Alpe und Waldparzellen                                                                   | Kleblach-Lind                 | 166,31       |
| Bock-Alpe                                                                                          | Bad Kleinkirchheim            | 164,13       |
| Bödenalpe und Frühhalt                                                                             | Greifenburg                   | 201,66       |
| Bödenalpe zu Sagas                                                                                 | Stall                         | 29,14        |
| Bratleiten                                                                                         | Greifenburg                   | 275,92       |
| Breitofner-Zeche                                                                                   | Klein St. Paul                | 321,56       |
| Brettstein in Ranach                                                                               | Großkirchheim                 | 24,15        |
| Bruch- und Harre-Alpe                                                                              | Heiligenblut am Großglockner  | 33,40        |
| Bruchet-Alpe                                                                                       | Heiligenblut am Großglockner  | 40,39        |
| Buchleiten am Hohensaß                                                                             | Radenthein                    | 28,14        |
| Burgstallerwald                                                                                    | Großkirchheim                 | 19,39        |
| Choralpe                                                                                           | Stockenboi                    | 141,97       |
| Dechanei Kaltenwinklwald                                                                           | St. Georgen im Lavanttal      | 91,83        |
| Dechantalpe                                                                                        | Reißeck                       | 354,78       |
| Dellach                                                                                            | Nötsch im Gailtal             | 569,17       |
| Dellach/Gail                                                                                       | Dellach                       | 620,77       |
| Dellacher Bruckwald                                                                                | Dellach im Drautal            | 32,87        |
| Dellacher Lacke                                                                                    | Nötsch im Gailtal             | 14,87        |
| Dellacheralpe                                                                                      | Hermagor-Pressegger See       | 236,54       |
| Dellach-Rietschach                                                                                 | Dellach im Drautal            | 13,45        |
| Deutschberger Ochsengarten                                                                         | Treffen am Ossiacher See      | 64,19        |
| Dissoutz-Wald                                                                                      | St. Stefan im Gailtal         | 20,94        |
| Döbelwald                                                                                          | Oberdrauburg                  | 27,20        |
| Dobra und Lanz                                                                                     | Kötschach-Mauthen             | 15,27        |
| Döllach                                                                                            | Großkirchheim                 | 167,55       |
| Döllacher Wälder; AG                                                                               | Großkirchheim                 | 116,44       |
| Dörfler Ochsengarten                                                                               | Radenthein                    | 21,66        |
| Dösen                                                                                              | Mallnitz                      | 1058,65      |
| Draschitz                                                                                          | Hohenthurn                    | 13,12        |
| Draßnitzer Gemeinalpe                                                                              | Dellach im Drautal            | 355,80       |
| Dreulach Göriacher Alpe                                                                            | Hohenthurn                    | 22,32        |
| Dreulach                                                                                           | Hohenthurn                    | 77,51        |
| Drobollach                                                                                         | Villach                       | 27,16        |
| Durachalpe                                                                                         | Spittal an der Drau           | 56,30        |
| Durnthal und Rüben                                                                                 | Lesachtal                     | 35,05        |
| Durnthal-Oberring-Rüben und Stabenthein                                                            | Lesachtal                     | 170,61       |
| Ebenwald                                                                                           | Kötschach-Mauthen             | 12,13        |
| Ebenwald                                                                                           | Rennweg am Katschberg         | 282,48       |
| Ebner - Repetschnig Alpe                                                                           | Obervellach                   | 137,45       |
| Egg Ledenitzen Petschnitzen und Oberferlach                                                        | Finkenstein am Faaker See     | 34,71        |
| Egg und Mattling Ortschaft                                                                         | Lesachtal                     | 164,81       |
| Eggeralpe in Dösen                                                                                 | Mallnitz                      | 255,50       |
| Eggeralpe und Zinia                                                                                | Hermagor-Pressegger See       | 367,20       |
| Ehemals fürstlicher Durrachwald                                                                    | Spittal an der Drau           | 58,35        |
| Einöckalpe                                                                                         | Rennweg am Katschberg         | 143,10       |
| Eitweg – Hartelsberg                                                                               | St. Andrä                     | 13,32        |
| Elendalpe                                                                                          | Malta                         | 3950,99      |
| Emberg                                                                                             | Berg im Drautal               | 704,17       |
| Emmersdorf                                                                                         | Nötsch im Gailtal             | 15,42        |
| Enzelsdorf Ortschaft                                                                               | Gallizien                     | 32,30        |
| Enzianboden                                                                                        | Feld am See                   | 58,18        |
| Erzberger Insassen                                                                                 | Bad St. Leonhard im Lavanttal | 29,67        |
| Faak                                                                                               | Finkenstein am Faaker See     | 25,41        |
| Falkertalpe                                                                                        | Reichenau                     | 174,10       |
| Feistritz                                                                                          | Feistritz an der Gail         | 133,94       |
| Feldalpe bei Reichenfels                                                                           | Reichenfels                   | 78,83        |
| Feldpann Alpe                                                                                      | Feld am See                   | 286,50       |
| Fellberg                                                                                           | Steinfeld                     | 270,84       |
| Flattach und Flattachberg                                                                          | Steinfeld                     | 11,40        |
| Flattach                                                                                           | Flattach                      | 128,86       |
| Flattachberg                                                                                       | Flattach                      | 22,39        |
| Fleckalpe                                                                                          | Lesachtal                     | 75,83        |
| Fleckeralpe-Albl                                                                                   | Fresach                       | 117,46       |
| Fleckeralpe-Obergarten                                                                             | Fresach                       | 16,88        |
| Fleckeralpe-Schafhalt                                                                              | Fresach                       | 11,11        |
| Fleckeralpe-Untergarten                                                                            | Fresach                       | 17,84        |
| Fleißner Kühberg                                                                                   | Heiligenblut am Großglockner  | 152,75       |
| Fleißner Ochsenalpe                                                                                | Heiligenblut am Großglockner  | 2225,59      |
| Förolach                                                                                           | Hermagor-Pressegger See       | 726,55       |
| Fransdorf und Matschenbloch                                                                        | Lavamünd                      | 12,67        |
| Friesacher Bürgergilt                                                                              | Friesach                      | 197,13       |
| Frohn                                                                                              | Lesachtal                     | 326,48       |
| Fünfdorfschaften vom Weißensee                                                                     | Weißensee                     | 145,02       |
| Fürhüttenalpe                                                                                      | Fresach                       | 159,63       |
| Gailberg Ortschaft                                                                                 | Oberdrauburg                  | 134,81       |
| Gajacher Alpe                                                                                      | Steinfeld                     | 53,49        |
| Gamitzalpe                                                                                         | Krems in Kärnten              | 135,67       |
| Gaßeralpe                                                                                          | Stockenboi                    | 106,78       |
| Gatschach Oberdorf                                                                                 | Weißensee                     | 114,30       |
| Gatschach                                                                                          | Weißensee                     | 29,52        |
| Gatschnig und Gam                                                                                  | Oberdrauburg                  | 119,30       |
| Gatzeralpe                                                                                         | Fresach                       | 150,84       |
| Gaugenalpe                                                                                         | Greifenburg                   | 39,71        |
| Gemeinalpe                                                                                         | Reißeck                       | 638,26       |
| Gemeingut der Ortschaft Naggl                                                                      | Weißensee                     | 46,10        |
| Gemeingut der Ortschaft Oberpirkach                                                                | Oberdrauburg                  | 67,78        |
| Gemeinschaftliche Alpe in Oberwolligen                                                             | Mallnitz                      | 136,68       |
| Gemeinschaftliche Liegenschaften der Insassen von Berg, Schlußnig, Frallach und Nr. 1 und 2 Emberg | Berg im Drautal               | 37,09        |
| Gemeinschaftliche Ochsenalpe am Flattachberg                                                       | Flattach                      | 48,92        |
| Gemeinschaftlicher Wald in Mitteregg                                                               | Deutsch-Griffen               | 15,24        |
| Gemeinschaftswald in der Pölla                                                                     | Rennweg am Katschberg         | 647,14       |
| Gemeinwald                                                                                         | Weißenstein                   | 32,47        |
| Gendorf                                                                                            | Baldramsdorf                  | 57,38        |
| Gerlamoos                                                                                          | Steinfeld                     | 52,78        |
| Gerlamooseralpe                                                                                    | Steinfeld                     | 85,82        |
| Gillitschalpe                                                                                      | Rennweg am Katschberg         | 62,21        |
| Gingerwald                                                                                         | Fresach                       | 156,39       |
| Gipper- und Guttalalpe                                                                             | Heiligenblut am Großglockner  | 493,85       |
| Gipper- und Gutthalalpe                                                                            | Heiligenblut am Großglockner  | 493,85       |
| Gipperalpe                                                                                         | Rangersdorf                   | 187,41       |
| Glantschach                                                                                        | Gallizien                     | 131,34       |
| Gmeinalpe zu Rottenstein                                                                           | Steinfeld                     | 267,35       |
| Gmeinalpe                                                                                          | Rennweg am Katschberg         | 183,10       |
| Goderschach                                                                                        | Kirchbach                     | 23,56        |
| Goding                                                                                             | St. Andrä                     | 122,22       |
| Goppelsberg und Oberberg                                                                           | Berg im Drautal               | 603,51       |
| Göriach Ortschaft                                                                                  | Lurnfeld                      | 485,54       |
| Göriach                                                                                            | Hohenthurn                    | 21,49        |
| Göriacher und Premersdorfer Alpe; AG                                                               | Lurnfeld                      | 243,66       |
| Goritschach Ortschaft                                                                              | Villach                       | 15,38        |
| Göritz                                                                                             | Großkirchheim                 | 131,48       |
| Görtschacher Alpe; AG                                                                              | Hermagor-Pressegger See       | 204,84       |
| Gößlerhalt – Papstalpenwiese                                                                       | Frantschach-St. Gertraud      | 25,35        |
| Gössnitz                                                                                           | Stall                         | 499,59       |
| Gössnitzer Ochsenalpe                                                                              | Heiligenblut am Großglockner  | 2837,75      |
| Gotschuchen - Au - Dobrowa - Dullach                                                               | St. Margareten im Rosental    | 27,92        |
| Gotschuchen Gemeinschaftsgrund II                                                                  | St. Margareten im Rosental    | 14,02        |
| Graathalalpe                                                                                       | Steinfeld                     | 274,13       |
| Gradenwald                                                                                         | Großkirchheim                 | 2097,04      |
| Grafenberg                                                                                         | Flattach                      | 75,21        |
| Grafendorf                                                                                         | Kirchbach                     | 13,24        |
| Grafendorfer Gross Frondellalpe                                                                    | Kötschach-Mauthen             | 342,73       |
| Gratschach                                                                                         | Villach                       | 128,56       |
| Gratschacher Oberalpe                                                                              | Obervellach                   | 122,57       |
| Grebenzenalpe                                                                                      | Friesach                      | 193,30       |
| Greifenburg Rassdorf                                                                               | Greifenburg                   | 70,42        |
| Gribitsch Ortschaft                                                                                | Irschen                       | 240,08       |
| Grießneralpe                                                                                       | Afritz am See                 | 77,41        |
| Groß- und Kleinfraganter Hochalm                                                                   | Flattach                      | 1047,35      |
| Großbläsenalpe                                                                                     | Reißeck                       | 119,16       |
| Grosser Muschenig                                                                                  | St. Jakob im Rosental         | 41,75        |
| Großer und kleiner Speikkogel                                                                      | Reichenau                     | 16,55        |
| Großhattenberg                                                                                     | Trebesing                     | 22,98        |
| Grundwald                                                                                          | Rennweg am Katschberg         | 14,66        |
| Guggacher Ochsengarten und Nachbarschaft Bärntal                                                   | Reichenau                     | 40,97        |
| Gugganigalpe                                                                                       | Obervellach                   | 33,71        |
| Guggenberg                                                                                         | Lesachtal                     | 375,59       |
| Guggenbergeralpe                                                                                   | Hermagor-Pressegger See       | 127,41       |
| Guggenberg-Sallach-Tiefenbach und Stoffanell-Promeggen und Aineth                                  | Lesachtal                     | 15,16        |
| Gundersheim-Griminitzen-Bodenmühl und Rauth                                                        | Kirchbach                     | 235,77       |
| Gundisch                                                                                           | Lavamünd                      | 58,25        |
| Gusken Alpe                                                                                        | Dellach im Drautal            | 489,40       |
| Gussnigberg                                                                                        | Stall                         | 163,37       |
| Guttaring Nachbarschaft                                                                            | Guttaring                     | 22,34        |
| Hadergassen                                                                                        | Heiligenblut am Großglockner  | 210,90       |
| Hasenalpe                                                                                          | Bad St. Leonhard im Lavanttal | 37,98        |
| Hattal- und Ronachwald                                                                             | Kirchbach                     | 77,37        |
| Hattelberg                                                                                         | Reißeck                       | 250,06       |
| Hattelberger Sagwald                                                                               | Reißeck                       | 25,46        |
| Hauzendorf Ortschaft                                                                               | Greifenburg                   | 44,11        |
| Heiligengeist Ortschaft                                                                            | Villach                       | 12,54        |
| Heimberg, Masalpe und Rotegg                                                                       | Greifenburg                   | 24,01        |
| Heitzelsberg und Lientsch                                                                          | Krems in Kärnten              | 19,60        |
| Heitzelsbergeralpe                                                                                 | Krems in Kärnten              | 99,84        |
| Hermagor                                                                                           | Weißensee                     | 315,53       |
| Hinterbuchholz Gruppe II                                                                           | Arriach                       | 30,85        |
| Hinterbuchholzer Ochsengarten                                                                      | Treffen am Ossiacher See      | 117,97       |
| Hintereggen Ortschaft                                                                              | Trebesing                     | 54,22        |
| Hinteregger-Schafalpe am Hühnersberg                                                               | Lendorf                       | 75,26        |
| Hinteres Alpl                                                                                      | Mallnitz                      | 86,51        |
| Hinterfrischgergarten                                                                              | Radenthein                    | 44,21        |
| Hinterkampalpe                                                                                     | Millstatt                     | 10,14        |
| Hinterkreuth                                                                                       | Hermagor-Pressegger See       | 56,11        |
| Hinterwölch                                                                                        | Frantschach-St. Gertraud      | 15,92        |
| Hinterzwickenberg Ortschaft                                                                        | Oberdrauburg                  | 227,33       |
| Hochalpe Kleinzirknitz und Hochalpe Großzirknitz                                                   | Großkirchheim                 | 2064,65      |
| Hochegg                                                                                            | Spittal an der Drau           | 121,67       |
| Hochegger Alpe                                                                                     | Stockenboi                    | 261,56       |
| Hochfeldalpe                                                                                       | Rennweg am Katschberg         | 194,03       |
| Hochschwand und Ronachtalforst                                                                     | Dellach im Drautal            | 14,53        |
| Hohenwart und Staudachberg                                                                         | Kirchbach                     | 61,35        |
| Hühnersberger-Hochalpel                                                                            | Lendorf                       | 180,73       |
| Humtschach                                                                                         | Eberndorf                     | 12,56        |
| Innere Eben-Alpe                                                                                   | Heiligenblut am Großglockner  | 294,13       |
| Innerfragant                                                                                       | Flattach                      | 563,96       |
| Innernöring Ortschaftsbesitz                                                                       | Krems in Kärnten              | 37,22        |
| Irschen Hintergassen Pölland Schörstatt Stresweg und Weneberg                                      | Irschen                       | 220,19       |
| Irschner Obere- und Untere Alpe                                                                    | Irschen                       | 503,42       |
| Jadersdorf und Lassendorf                                                                          | Gitschtal                     | 282,37       |
| Jamnigalpe                                                                                         | Mallnitz                      | 63,20        |
| Jauken                                                                                             | Dellach                       | 247,19       |
| Jörgbauer's und Lex's Alpe                                                                         | Trebesing                     | 41,41        |
| Kadutschen II                                                                                      | Bad Bleiberg                  | 16,01        |
| Käferfratte                                                                                        | Bad Bleiberg                  | 75,37        |
| Kaiserhalt in St. Johann                                                                           | Friesach                      | 33,30        |
| Kameritsch                                                                                         | Hermagor-Pressegger See       | 12,68        |
| Kaninger Wolitzenalpe                                                                              | Radenthein                    | 966,27       |
| Kaningeralpe der Nachbarschaft Paternion und Pattendorf                                            | Radenthein                    | 141,06       |
| Kapelleralm-Frischenweid                                                                           | Stockenboi                    | 116,25       |
| Kaponig                                                                                            | Obervellach                   | 285,31       |
| Karalpe und Kessel                                                                                 | Krems in Kärnten              | 22,82        |
| Käseralpe                                                                                          | Reichenau                     | 222,18       |
| Kaserberg, Putzleiten, Streitmahd und Kuhalpe                                                      | Greifenburg                   | 243,70       |
| Kasern-Alpe                                                                                        | Reißeck                       | 368,59       |
| Kaserwald                                                                                          | Steinfeld                     | 11,11        |
| Kesselgruben Heiligenalpe                                                                          | Krems in Kärnten              | 177,82       |
| Keuschenwald                                                                                       | Reißeck                       | 55,08        |
| Kirchbach                                                                                          | Kirchbach                     | 30,43        |
| Kirchbach-Oberdöbernitzen; AG                                                                      | Kirchbach                     | 13,92        |
| Kirchbach-Oberdöbernitzner-Alpengemeinschaft;AG                                                    | Kirchbach                     | 233,09       |
| Kirchengarten                                                                                      | Radenthein                    | 19,19        |
| Kleinkirchheimer Roßberg                                                                           | Bad Kleinkirchheim            | 17,49        |
| Kleinkordinalpe                                                                                    | Kirchbach                     | 252,91       |
| Kleinwipfelalpe                                                                                    | Hermagor-Pressegger See       | 163,41       |
| Kluidenalpe                                                                                        | Großkirchheim                 | 209,08       |
| Knottenalpe                                                                                        | Sachsenburg                   | 85,02        |
| Kohlschlag am Hühnersberg                                                                          | Lendorf                       | 21,14        |
| Kohlstatt                                                                                          | Weißenstein                   | 23,29        |
| Kollmitzenalpe am Sonnberg                                                                         | Stall                         | 615,60       |
| Koprinigalpe                                                                                       | Stall                         | 21,12        |
| Kornat, Birnbaum und Tschidl                                                                       | Lesachtal                     | 223,26       |
| Kornather Ochsenalpe                                                                               | Lesachtal                     | 229,76       |
| Köstendorf                                                                                         | St. Stefan im Gailtal         | 303,49       |
| Kötschach                                                                                          | Kötschach-Mauthen             | 96,11        |
| Kötschacheralpe und Heimberg                                                                       | Kötschach-Mauthen             | 379,94       |
| Köttwein-Kripswald                                                                                 | Treffen am Ossiacher See      | 136,71       |
| Krainberg                                                                                          | Malta                         | 177,63       |
| Kreuschlach-Treffenboden-Bannwald                                                                  | Gmünd in Kärnten              | 37,25        |
| Kreuschlacher Ochsengarten                                                                         | Gmünd in Kärnten              | 63,48        |
| Kreuth,                                                                                            | Kötschach-Mauthen             | 60,47        |
| Kuchlgarten                                                                                        | Millstatt                     | 12,80        |
| Kühalpe in Mottinggraben                                                                           | Großkirchheim                 | 26,94        |
| Kühalpe                                                                                            | Greifenburg                   | 202,28       |
| Kühwegeralpe                                                                                       | Hermagor-Pressegger See       | 196,44       |
| Kusenalpe                                                                                          | Stockenboi                    | 194,03       |
| Laas                                                                                               | Flattach                      | 90,73        |
| Laas                                                                                               | Fresach                       | 230,61       |
| Labakhalt                                                                                          | Eberstein                     | 26,07        |
| Labientschach                                                                                      | Nötsch im Gailtal             | 11,31        |
| Ladinger Gmain                                                                                     | Wolfsberg                     | 230,17       |
| Ladstatt und Tscheltsch Ortschaft                                                                  | Lesachtal                     | 96,98        |
| Lainach und Lainacheralpe                                                                          | Rangersdorf                   | 466,13       |
| Lammersdorfer Kälberalpe                                                                           | Millstatt                     | 142,19       |
| Lammersdorfer Ochsenalpe                                                                           | Millstatt                     | 52,09        |
| Landfraß, Unter- und Oberbuch                                                                      | Gmünd in Kärnten              | 56,50        |
| Lanisch                                                                                            | Rennweg am Katschberg         | 1415,74      |
| Lanstrafwald                                                                                       | Dellach                       | 28,52        |
| Lanzewitzen und Lanzewitzen Alpe                                                                   | Sachsenburg                   | 192,47       |
| Lanzewitzen                                                                                        | Sachsenburg                   | 13,46        |
| Lasörn                                                                                             | Rennweg am Katschberg         | 548,29       |
| Lassach                                                                                            | Mörtschach                    | 33,96        |
| Lassach                                                                                            | Obervellach                   | 17,38        |
| Lassacher Hochwald                                                                                 | Mörtschach                    | 673,17       |
| Latschacher-Alpe                                                                                   | Hermagor-Pressegger See       | 34,18        |
| Latzendorf                                                                                         | Rangersdorf                   | 225,81       |
| Laubendorferalpe                                                                                   | Millstatt                     | 129,87       |
| Läufling-Siegelberg-Wieserberg                                                                     | Dellach                       | 141,13       |
| Laußegger- und Ogrisalpe                                                                           | Ferlach                       | 80,38        |
| Leitenalpe                                                                                         | Greifenburg                   | 64,94        |
| Leiteralpe                                                                                         | Heiligenblut am Großglockner  | 246,08       |
| Lendorf                                                                                            | Lendorf                       | 23,98        |
| Leppen I, Ortschaft AG                                                                             | Irschen                       | 186,13       |
| Lieserhofen, Litzldorf, Lieserbrücken und Lurnbichl                                                | Seeboden am Millstätter See   | 16,60        |
| Liesing und Klebas; AG Ortschaft                                                                   | Lesachtal                     | 146,62       |
| Liesing                                                                                            | Lesachtal                     | 11,75        |
| Liesinger Ochsenalpe; AG                                                                           | Lesachtal                     | 173,53       |
| Lind Ortschaft                                                                                     | Kleblach-Lind                 | 88,17        |
| Lindner Gemeinwald                                                                                 | Kleblach-Lind                 | 19,98        |
| Lobersberg; AG                                                                                     | Rangersdorf                   | 588,35       |
| Lorenzböden                                                                                        | Steinfeld                     | 15,47        |
| Lorenzen                                                                                           | Gitschtal                     | 380,49       |
| Löscheranweide der Ortschaft Tröbach                                                               | Lurnfeld                      | 47,50        |
| Luggau Ortschaft                                                                                   | Lesachtal                     | 268,66       |
| Maleschischk-Alpe                                                                                  | Heiligenblut am Großglockner  | 301,10       |
| Maliger Alpe                                                                                       | Heiligenblut am Großglockner  | 28,16        |
| Mallestig Ortschaft                                                                                | Finkenstein am Faaker See     | 272,15       |
| Nachbarschaft Mallnitz                                                                             | Mallnitz                      | 963,45       |
| Maltaberg                                                                                          | Malta                         | 916,24       |
| Mannhardtalpe am Naßfelder Tauern                                                                  | Mallnitz                      | 117,25       |
| Maria Elend III                                                                                    | St. Jakob im Rosental         | 175,67       |
| Markt Sachsenburg und Feistritz                                                                    | Sachsenburg                   | 37,40        |
| Matschacheralpe                                                                                    | Feistritz im Rosental         | 236,98       |
| Matschiedl-Hadersdorf                                                                              | St. Stefan im Gailtal         | 336,27       |
| Matzelsdorfer Alpe                                                                                 | Millstatt                     | 38,01        |
| Mauthen                                                                                            | Kötschach-Mauthen             | 239,04       |
| Mernig-Alpe                                                                                        | Reißeck                       | 203,55       |
| Metnitz Nachbarschaft                                                                              | Metnitz                       | 18,82        |
| Michelhofner Weide                                                                                 | Nötsch im Gailtal             | 63,04        |
| Millstatt                                                                                          | Millstatt                     | 24,75        |
| Mirnigergmein                                                                                      | Eberstein                     | 63,56        |
| Mitteldorf und Göritz                                                                              | Großkirchheim                 | 191,33       |
| Mitten                                                                                             | Großkirchheim                 | 340,06       |
| Mitterberger Schafalpe                                                                             | Bad Kleinkirchheim            | 133,56       |
| Mittergschriet                                                                                     | Ferndorf                      | 99,43        |
| Mittlern Ortschaft                                                                                 | Eberndorf                     | 21,81        |
| Mittner Gemeinwald                                                                                 | Großkirchheim                 | 266,95       |
| Mittner-Wälder                                                                                     | Großkirchheim                 | 131,60       |
| Mödernalpe ob Althaus                                                                              | Steinfeld                     | 16,69        |
| Möderndorferalpe                                                                                   | Hermagor-Pressegger See       | 48,08        |
| Moka- oder Glatschalpe                                                                             | Dellach im Drautal            | 33,16        |
| Moos und Sterzen                                                                                   | Lesachtal                     | 226,98       |
| Mooser- und Sterzer Hochwald                                                                       | Lesachtal                     | 254,34       |
| Mörtschach und Mörtschachberg                                                                      | Mörtschach                    | 507,28       |
| Moschelitzen und Oberzirkitzerschafberg                                                            | Bad Kleinkirchheim            | 244,47       |
| Moscheralpe                                                                                        | Lesachtal                     | 463,40       |
| Mühldorf                                                                                           | Mühldorf                      | 1095,10      |
| Mühle in Leisbach                                                                                  | Keutschach am See             | 0,04         |
| Na Reber Gemeinschaftsgrund                                                                        | Zell                          | 12,18        |
| Na Rob                                                                                             | Zell                          | 28,53        |
| Nampolach Ortschaft                                                                                | Hermagor-Pressegger See       | 10,39        |
| Neusach Ortschaft                                                                                  | Weißensee                     | 232,03       |
| Nischelwitz                                                                                        | Kötschach-Mauthen             | 21,90        |
| Nölbling                                                                                           | Dellach                       | 30,53        |
| Nölblinger Eggenwald                                                                               | Dellach                       | 39,01        |
| Nölblinger Ochsenalpe                                                                              | Dellach                       | 53,88        |
| Nörenach und Glatschach                                                                            | Dellach im Drautal            | 65,58        |
| Nostra Ortschaft                                                                                   | Lesachtal                     | 583,64       |
| Nötsch                                                                                             | Nötsch im Gailtal             | 40,02        |
| Ober- u. Untersteinwand u. Rakowitzen; AG                                                          | Stall                         | 1070,68      |
| Ober- und Untermalta, Feistritz, Gries, Schlatzing und Schlatzingerwald                            | Malta                         | 127,54       |
| Oberallach                                                                                         | Steinfeld                     | 212,52       |
| Oberallach Ortschaft                                                                               | Trebesing                     | 10,89        |
| Oberauerling                                                                                       | Preitenegg                    | 265,63       |
| Oberbergler Gemein                                                                                 | Krems in Kärnten              | 40,72        |
| Oberbuchacheralpe; AG                                                                              | Kirchbach                     | 133,37       |
| Oberdorf, Abwerzg, Grieß, Pölla, Angern, Pronn und St. Peter                                       | Rennweg am Katschberg         | 252,39       |
| Oberdraßnitz Suppalpl                                                                              | Dellach im Drautal            | 19,12        |
| Oberdrassnitzer Koflachalpe                                                                        | Dellach im Drautal            | 483,92       |
| Oberdrauburg                                                                                       | Oberdrauburg                  | 317,78       |
| Obere Klenitzenalpe am Sonnberg                                                                    | Stall                         | 200,67       |
| Obere Preßing                                                                                      | Krems in Kärnten              | 438,73       |
| Obere Weißensteinalpe in Fragant                                                                   | Flattach                      | 26,34        |
| Oberferlach Ledenitzen u. Petschnitzen Ortschaft                                                   | Finkenstein am Faaker See     | 16,96        |
| Oberferlach Unterferlach Ledenitzen Petschnitzen und Kopein                                        | Finkenstein am Faaker See     | 67,14        |
| Obergail Ortschaft                                                                                 | Lesachtal                     | 197,68       |
| Obergottesfeld                                                                                     | Sachsenburg                   | 13,27        |
| Obermillstatt Ortschaft                                                                            | Millstatt                     | 0,57         |
| Obermillstätter Rinderalpe                                                                         | Millstatt                     | 329,50       |
| Obervellach                                                                                        | Hermagor-Pressegger See       | 194,48       |
| Obervellach                                                                                        | Obervellach                   | 869,21       |
| Oberwöllan I                                                                                       | Arriach                       | 132,19       |
| Oberwöllan II                                                                                      | Arriach                       | 12,50        |
| Oberwöllaner Alpenmähder                                                                           | Arriach                       | 55,76        |
| Ochsenalpe und Bärenbiß in Siflitz                                                                 | Kleblach-Lind                 | 516,80       |
| Ochsengarten und Kühalpe; AG                                                                       | Millstatt                     | 68,28        |
| Ortschaft Abtei                                                                                    | Gallizien                     | 204,60       |
| Oschenitzenhalt am Flattachberg                                                                    | Flattach                      | 13,68        |
| Ossiacher Alpenhalt                                                                                | Treffen am Ossiacher See      | 38,73        |
| Östliche Pließ- und Klerstwald-Gemeinschaft                                                        | Dellach im Drautal            | 18,01        |
| Ötting Ortschaft                                                                                   | Oberdrauburg                  | 22,09        |
| Paludnig-Alpe                                                                                      | Hermagor-Pressegger See       | 333,65       |
| Panoutzweide; AG                                                                                   | Hermagor-Pressegger See       | 29,33        |
| Pasterzen-Alpe                                                                                     | Heiligenblut am Großglockner  | 1493,48      |
| Paternion-Pattendorf                                                                               | Paternion                     | 86,66        |
| Pelzriegl                                                                                          | Rennweg am Katschberg         | 11,40        |
| Penzelberg                                                                                         | Winklern                      | 348,84       |
| Perau                                                                                              | Gmünd in Kärnten              | 33,03        |
| Perauer Ochsengarten                                                                               | Gmünd in Kärnten              | 70,55        |
| Pfaffenberg                                                                                        | Obervellach                   | 1052,02      |
| Pfanntalalpe                                                                                       | Stockenboi                    | 33,33        |
| Pflegalpe in Kollmitzen                                                                            | Stall                         | 153,86       |
| Pirkachberger-Wald                                                                                 | Mörtschach                    | 53,00        |
| Pirkeben Ortschaft                                                                                 | Sachsenburg                   | 12,80        |
| Pirkebner-Alpe                                                                                     | Sachsenburg                   | 281,38       |
| Pistumer-Pichorner-Nachbarschafts-Tratten                                                          | Lendorf                       | 118,08       |
| Plan- und Bergkogelwald Görlitzerinsassen                                                          | Bad St. Leonhard im Lavanttal | 33,18        |
| Platz                                                                                              | Gmünd in Kärnten              | 74,10        |
| Plieschalpe                                                                                        | Malta                         | 300,31       |
| Plon und Buchach                                                                                   | Kötschach-Mauthen             | 205,59       |
| Pöckau                                                                                             | Arnoldstein                   | 24,23        |
| Pockhorn                                                                                           | Heiligenblut am Großglockner  | 145,21       |
| Podlanig                                                                                           | Kötschach-Mauthen             | 119,99       |
| Pogöriach und Alt-Finkenstein Ortschaft                                                            | Finkenstein am Faaker See     | 64,57        |
| Pogöriach-St. Georgen Ortschaft                                                                    | Villach                       | 56,99        |
| Pogöriach-St. Georgen                                                                              | Villach                       | 16,75        |
| Pöllan                                                                                             | Paternion                     | 68,54        |
| Pöllinger Ochsengarten                                                                             | Treffen am Ossiacher See      | 76,03        |
| Pöllingerhalt                                                                                      | Wolfsberg                     | 24,40        |
| Pollizzenwald                                                                                      | Steinfeld                     | 19,60        |
| Prasteralpe                                                                                        | Dellach im Drautal            | 212,41       |
| Preisdorferalpe                                                                                    | Reißeck                       | 95,67        |
| Pressenberger Bannwald                                                                             | Krems in Kärnten              | 21,72        |
| Pressenberger Ortschaftsbesitz                                                                     | Krems in Kärnten              | 33,11        |
| Puchreiter Kühalpe                                                                                 | Krems in Kärnten              | 142,34       |
| Puch-Zauchenalpe                                                                                   | Weißenstein                   | 304,30       |
| Pumachgarten                                                                                       | Gnesau                        | 40,68        |
| Pusarnitzer-Alpe                                                                                   | Sachsenburg                   | 325,00       |
| Putschall und Egg                                                                                  | Großkirchheim                 | 996,03       |
| Radl Aich Trebesing Neuschitz Rachenbach und Zlattnig                                              | Trebesing                     | 757,91       |
| Radlach                                                                                            | Steinfeld                     | 38,75        |
| Radlberg und Ostgratschnitzenalpe Ortschaft                                                        | Kleblach-Lind                 | 348,09       |
| Radniggmain                                                                                        | Hermagor-Pressegger See       | 104,83       |
| Ranach                                                                                             | Großkirchheim                 | 307,34       |
| Rangersdorf Plappergassen Lamnitz                                                                  | Rangersdorf                   | 991,76       |
| Rattendorf; AG                                                                                     | Hermagor-Pressegger See       | 840,26       |
| Rauth                                                                                              | Lesachtal                     | 288,57       |
| Reintal                                                                                            | Winklern                      | 172,32       |
| Reisach und Forst                                                                                  | Kirchbach                     | 548,93       |
| Reisacheralpe                                                                                      | Steinfeld                     | 105,16       |
| Reisbergerhalt                                                                                     | Wolfsberg                     | 72,48        |
| Reiterner Ochsengarten                                                                             | Krems in Kärnten              | 109,03       |
| Rennweg-St. Georgen-Adenberg und Mühlbach                                                          | Rennweg am Katschberg         | 13,76        |
| Repetschnigalpe                                                                                    | Mallnitz                      | 155,06       |
| Rettenbach                                                                                         | Mörtschach                    | 34,70        |
| Rettenbacher Alpe                                                                                  | Mörtschach                    | 40,37        |
| Rettenbacher Gemeindewald                                                                          | Mörtschach                    | 53,95        |
| Reutlwald                                                                                          | Kirchbach                     | 25,42        |
| Riegelalpe                                                                                         | Millstatt                     | 304,45       |
| Riegersdorfer Alpe                                                                                 | Arnoldstein                   | 24,55        |
| Rieggen und Tschellberg                                                                            | Reißeck                       | 300,38       |
| Rinkolach - Ortschaft                                                                              | Bleiburg                      | 19,97        |
| Rittersdorf, Glanz und Gröfelhof                                                                   | Irschen                       | 43,74        |
| Rojach; AG                                                                                         | Heiligenblut am Großglockner  | 63,26        |
| Rosenthalalpe                                                                                      | Stockenboi                    | 55,10        |
| Rossalpe am Hühnersberg                                                                            | Lendorf                       | 309,47       |
| Rotewandweide                                                                                      | Flattach                      | 21,92        |
| Rottenstein Ortschaft                                                                              | Steinfeld                     | 159,63       |
| Rozica-Alpe                                                                                        | St. Jakob im Rosental         | 159,04       |
| Rudnig-Alpe                                                                                        | Hermagor-Pressegger See       | 280,51       |
| Saak-Förk; AG                                                                                      | Nötsch im Gailtal             | 95,02        |
| Sagas                                                                                              | Stall                         | 302,95       |
| Sagritz und Allas                                                                                  | Großkirchheim                 | 376,21       |
| Sagschwand                                                                                         | Dellach im Drautal            | 29,55        |
| Samergarten                                                                                        | Radenthein                    | 15,94        |
| Sandteralpe                                                                                        | Kötschach-Mauthen             | 19,40        |
| Saraberg                                                                                           | Rennweg am Katschberg         | 64,92        |
| Sara-Eissigalpe                                                                                    | Rennweg am Katschberg         | 111,25       |
| Sattelalm                                                                                          | Heiligenblut am Großglockner  | 161,95       |
| Schafalpe am Radlgraben                                                                            | Trebesing                     | 56,63        |
| Schartenalpe                                                                                       | Radenthein                    | 245,91       |
| Scheibenalpe                                                                                       | Stockenboi                    | 67,44        |
| Schimonberg-Tramun                                                                                 | Kirchbach                     | 196,25       |
| Schlafkofel - Stockgarten                                                                          | Seeboden am Millstätter See   | 200,09       |
| Schlanitzen                                                                                        | Hermagor-Pressegger See       | 86,43        |
| Schrottalpe                                                                                        | Preitenegg                    | 406,68       |
| Schrubitz-Ochsenalpe. AG                                                                           | Reißeck                       | 70,04        |
| Schulteralpe                                                                                       | Lesachtal                     | 458,63       |
| Schwaigeralpe                                                                                      | Baldramsdorf                  | 54,24        |
| Schwandlalpe                                                                                       | Weißenstein                   | 38,71        |
| Schwarzbachalpe am Hühnersberg                                                                     | Lendorf                       | 201,74       |
| Schwarzwandalpe                                                                                    | Rennweg am Katschberg         | 21,97        |
| Schweigeralpe                                                                                      | Millstatt                     | 48,23        |
| Schweigerschafts Wald                                                                              | Millstatt                     | 21,16        |
| Schwersberg                                                                                        | Rangersdorf                   | 161,18       |
| Seebach-Alpe                                                                                       | Reißeck                       | 472,45       |
| Seetal und Schafalpe                                                                               | Greifenburg                   | 522,96       |
| Seltschach Ortschaft                                                                               | Arnoldstein                   | 32,76        |
| Seltschach-Agoritschach-Greuth                                                                     | Arnoldstein                   | 45,28        |
| Semslacher Berg                                                                                    | Obervellach                   | 44,79        |
| Semslacher Kühalpe                                                                                 | Obervellach                   | 31,07        |
| Semslacher Polinikalpe                                                                             | Obervellach                   | 682,53       |
| Siebendorfschaftsalpe                                                                              | Hermagor-Pressegger See       | 203,13       |
| Siflitzer Kuh- und Schafalpe                                                                       | Kleblach-Lind                 | 230,83       |
| Sittmoos                                                                                           | Kötschach-Mauthen             | 71,93        |
| Söbriach                                                                                           | Obervellach                   | 308,43       |
| Sonnberg                                                                                           | Stall                         | 156,93       |
| Speikkofel (Hochalpe)                                                                              | Reichenau                     | 285,86       |
| Spittaler Auengemeinschaft                                                                         | Spittal an der Drau           | 23,33        |
| St Peter und Grieß                                                                                 | Rennweg am Katschberg         | 93,04        |
| St. Daniel-Stollwitz-Höfling                                                                       | Dellach                       | 22,89        |
| St. Leonhart Radendorf und Korpitsch Ortschaft                                                     | Arnoldstein                   | 140,34       |
| St. Lorenzen Hochalpe                                                                              | Lesachtal                     | 381,40       |
| St. Lorenzen                                                                                       | Lesachtal                     | 322,42       |
| St. Martinergmein am Silberberg                                                                    | Hüttenberg                    | 52,16        |
| St. Oswald und Staudach                                                                            | Bad Kleinkirchheim            | 155,83       |
| St. Paul                                                                                           | Ferndorf                      | 54,59        |
| St. Peter                                                                                          | Radenthein                    | 23,90        |
| St. Peter                                                                                          | Rennweg am Katschberg         | 28,05        |
| St. Petereralpe                                                                                    | Reichenfels                   | 1089,74      |
| St. Stefan bei Bleiburg Ortschaft                                                                  | Globasnitz                    | 17,10        |
| St. Stefaneralpe                                                                                   | St. Stefan im Gailtal         | 246,59       |
| St. Ulrich bei Eitweg Ortschaft                                                                    | St. Andrä                     | 13,20        |
| Stadlerwald                                                                                        | Mörtschach                    | 101,27       |
| Stall                                                                                              | Stall                         | 11,84        |
| Stampfen und Pirkachberg samt Wangenitzen- und Brennstallerwald                                    | Mörtschach                    | 250,29       |
| Stangalpe                                                                                          | Krems in Kärnten              | 335,13       |
| Stappitz und Rabisch                                                                               | Mallnitz                      | 1670,93      |
| Stein Ortschaft                                                                                    | Dellach im Drautal            | 36,06        |
| Steinberger Alpengenossenschaft                                                                    | St. Andrä                     | 340,42       |
| Steineralpe                                                                                        | Dellach im Drautal            | 124,37       |
| Steinfeld und Mitterberg                                                                           | Steinfeld                     | 69,61        |
| Steinriegl Togglitzer Alpenwald                                                                    | Bad St. Leonhard im Lavanttal | 312,50       |
| Stiefelberg                                                                                        | Stall                         | 166,09       |
| Stoffanell, Promeggen und Aineth                                                                   | Lesachtal                     | 29,32        |
| Stöflerberg                                                                                        | Kirchbach                     | 127,52       |
| Strajach und St. Jakob Ortschaft                                                                   | Kötschach-Mauthen             | 105,96       |
| Stranach                                                                                           | Mörtschach                    | 98,24        |
| Stranig Goderschacher Alpe                                                                         | Kirchbach                     | 331,44       |
| Stranig                                                                                            | Kirchbach                     | 26,75        |
| Strannacher Schafalpe                                                                              | Mörtschach                    | 763,13       |
| Straßburger Bürgergilt                                                                             | Straßburg                     | 42,67        |
| Strieden                                                                                           | Oberdrauburg                  | 149,58       |
| Strienigalpe                                                                                       | Flattach                      | 52,97        |
| Strumitz-Kühalpe                                                                                   | Reißeck                       | 40,87        |
| Stubeckalpe                                                                                        | Gmünd in Kärnten              | 128,75       |
| Supersberg und Rietschach                                                                          | Dellach im Drautal            | 87,61        |
| Suppersberger-Rietschacher-Ochsenalpe                                                              | Dellach im Drautal            | 87,28        |
| Susaria Alpe                                                                                       | Dellach                       | 122,91       |
| Sussawitscher Wald                                                                                 | St. Stefan im Gailtal         | 63,70        |
| Tangern Liedweg Laubendorf und Gössering Ortschaften                                               | Seeboden am Millstätter See   | 102,92       |
| Tangernalpe                                                                                        | Krems in Kärnten              | 148,20       |
| Tangerner-Wald                                                                                     | Seeboden am Millstätter See   | 27,73        |
| Tauernalpe                                                                                         | Mallnitz                      | 1093,48      |
| Tauernberg und Roßbachalpe                                                                         | Heiligenblut am Großglockner  | 637,83       |
| Tax u. Plattenweide                                                                                | Dellach im Drautal            | 21,36        |
| Techendorf Ortschaft                                                                               | Seeboden am Millstätter See   | 228,77       |
| Techma                                                                                             | Feistritz ob Bleiburg         | 701,27       |
| Teuchl                                                                                             | Reißeck                       | 282,68       |
| Thörlboden                                                                                         | Ferndorf                      | 26,11        |
| Thürnlalpe                                                                                         | Feld am See                   | 119,35       |
| Thurnergarten                                                                                      | Millstatt                     | 23,54        |
| Tobitscher-Alpe                                                                                    | Afritz am See                 | 67,21        |
| Tragenwinkl-Maas-Neugarten                                                                         | Fresach                       | 97,15        |
| Trebesing, Neuschitz, Rachenbach, Zlatting und Radl                                                | Trebesing                     | 1303,76      |
| Treffner Ochsengarten                                                                              | Treffen am Ossiacher See      | 35,07        |
| Trennstücke aus der Faschendorfer Oberaicher Gemeinschaft                                          | Baldramsdorf                  | 43,01        |
| Tressdorf                                                                                          | Kirchbach                     | 12,58        |
| Tressdorf                                                                                          | Rangersdorf                   | 786,15       |
| Trögeralpe am Sonnberg                                                                             | Stall                         | 32,48        |
| Trögeralpe                                                                                         | Reißeck                       | 662,03       |
| Tröpolach                                                                                          | Hermagor-Pressegger See       | 358,02       |
| Twenger Alpe                                                                                       | Feld am See                   | 28,69        |
| Uggowitz                                                                                           | St. Stefan im Gailtal         | 117,42       |
| Unholde                                                                                            | Oberdrauburg                  | 269,43       |
| Unteraichach und Scharnitzen                                                                       | Stockenboi                    | 11,16        |
| Unterauerling                                                                                      | Preitenegg                    | 254,45       |
| Unterbergner Wald                                                                                  | Ferlach                       | 88,21        |
| Unterbuchacheralpe                                                                                 | Kirchbach                     | 118,85       |
| Unterdrassnitz Kuhalpe                                                                             | Dellach im Drautal            | 183,70       |
| Unter-Draßnitztal-Kuhalpe und Voralpe                                                              | Dellach im Drautal            | 436,13       |
| Untere Bürka zu Sagas                                                                              | Stall                         | 18,56        |
| Untere Kasertratte                                                                                 | Obervellach                   | 44,18        |
| Untere Klenitzenalpe am Sonnberg                                                                   | Stall                         | 129,47       |
| Unterhaus Kötzing Pirk u. Kolm Ortschaft                                                           | Seeboden am Millstätter See   | 17,06        |
| Unterhaus                                                                                          | Baldramsdorf                  | 34,05        |
| Unterkremsberg Illwitzen Steinwand Oberkremsberg                                                   | Krems in Kärnten              | 50,32        |
| Unterpirkach Ortschaft                                                                             | Oberdrauburg                  | 40,05        |
| Untertschern                                                                                       | Bad Kleinkirchheim            | 21,42        |
| Untervellach                                                                                       | Hermagor-Pressegger See       | 332,49       |
| Unterwöllan                                                                                        | Arriach                       | 57,02        |
| Villacher Alpe                                                                                     | Bad Bleiberg                  | 270,88       |
| Vorderberg                                                                                         | St. Stefan im Gailtal         | 804,93       |
| Vorderbuchholz                                                                                     | Treffen am Ossiacher See      | 32,89        |
| Vorderfrischgergarten                                                                              | Radenthein                    | 30,22        |
| Vorder-Gschriet                                                                                    | Ferndorf                      | 116,01       |
| Vordernöring                                                                                       | Krems in Kärnten              | 42,65        |
| Vordernöringer Ochsengarten                                                                        | Krems in Kärnten              | 44,15        |
| Vorderzwickenberg Ortschaft                                                                        | Oberdrauburg                  | 328,26       |
| Waben                                                                                              | Flattach                      | 395,24       |
| Wackendorf-Unterbergen                                                                             | Globasnitz                    | 107,50       |
| Waidegg                                                                                            | Kirchbach                     | 394,68       |
| Waisacheralpe                                                                                      | Greifenburg                   | 126,19       |
| Wald der Nachbarschaft St. Peter                                                                   | Spittal an der Drau           | 33,18        |
| Wald im Mottniggraben der Ortschaft Kraß                                                           | Großkirchheim                 | 87,92        |
| Wald im Mottniggraben der Ortschaft Ranach                                                         | Großkirchheim                 | 56,69        |
| Wallner Alpe                                                                                       | Millstatt                     | 104,99       |
| Wangenitzenwald                                                                                    | Mörtschach                    | 306,55       |
| Watschig                                                                                           | Hermagor-Pressegger See       | 14,20        |
| Watschigeralpe                                                                                     | Hermagor-Pressegger See       | 271,91       |
| Wechselmahd und Bruggnitsch                                                                        | Trebesing                     | 59,04        |
| Weichsler Eben                                                                                     | Hermagor-Pressegger See       | 15,92        |
| Weidegg-Aschbach                                                                                   | Greifenburg                   | 10,12        |
| Weidenburg                                                                                         | Kötschach-Mauthen             | 24,92        |
| Weidgassengarten                                                                                   | Seeboden am Millstätter See   | 93,04        |
| Weinebene                                                                                          | Frantschach-St. Gertraud      | 116,45       |
| Weisach, Pobersach, Weneberg Ortschaft                                                             | Greifenburg                   | 64,45        |
| Weißberger Zeche                                                                                   | Klein St. Paul                | 241,80       |
| Weißbriach                                                                                         | Gitschtal                     | 265,94       |
| Weitensfeld Nachbarschaft                                                                          | Weitensfeld im Gurktal        | 23,67        |
| Weneberg Ortschaft                                                                                 | Irschen                       | 119,16       |
| Weneberg                                                                                           | Rangersdorf                   | 127,54       |
| Wertschacheralpe                                                                                   | Bad Bleiberg                  | 95,24        |
| Westgratschnitzenalpe                                                                              | Kleblach-Lind                 | 50,29        |
| Wiederschwinger Alpe                                                                               | Stockenboi                    | 137,33       |
| Wiesen-Xaveriberg und Stoffanell-Promeggen und Aineth                                              | Lesachtal                     | 16,91        |
| Wiesen-Xaveriberg                                                                                  | Lesachtal                     | 1317,12      |
| Wieser Alpe                                                                                        | Feld am See                   | 155,84       |
| Wildgraben Servitutshochwald I                                                                     | Irschen                       | 17,82        |
| Winkel-Sagritz                                                                                     | Großkirchheim                 | 375,92       |
| Winkl                                                                                              | Heiligenblut am Großglockner  | 131,93       |
| Winkler Alpe                                                                                       | Winklern                      | 1388,80      |
| Winklern                                                                                           | Winklern                      | 141,54       |
| Winklerteil am Sonnberg                                                                            | Stall                         | 96,66        |
| Winkl-Großeck                                                                                      | Spittal an der Drau           | 10,16        |
| Wirtalpe                                                                                           | Krems in Kärnten              | 121,81       |
| Witschdorf                                                                                         | Rangersdorf                   | 103,20       |
| Witschdorf-Wennebergalpe                                                                           | Rangersdorf                   | 163,80       |
| Wodmaier Ortschaft                                                                                 | Lesachtal                     | 864,02       |
| Wolinitzenalpe in Oberwolligen                                                                     | Obervellach                   | 272,49       |
| Wolischken                                                                                         | Weißenstein                   | 12,53        |
| Wolitzen-Alpe                                                                                      | Bad Kleinkirchheim            | 174,67       |
| Wolleyer Alpe                                                                                      | Lesachtal                     | 864,02       |
| Wrumnigalpe                                                                                        | Eisenkappel-Vellach           | 53,80        |
| Würmlach                                                                                           | Kötschach-Mauthen             | 181,70       |
| Würmlacher Untere Ochsen- und Obere Kuhalpe                                                        | Kötschach-Mauthen             | 347,28       |
| Zandlach Oberkolbnitz Rottau                                                                       | Reißeck                       | 64,25        |
| Zandlacher Hochalpe                                                                                | Reißeck                       | 1366,59      |
| Zaneuschg                                                                                          | Rennweg am Katschberg         | 23,76        |
| Zauchenbergerhalt in Unteralpen                                                                    | Stockenboi                    | 54,61        |
| Zellsacher Ochsengarten                                                                            | Trebesing                     | 115,21       |
| Zelsach                                                                                            | Trebesing                     | 16,50        |
| Zelsacherberg                                                                                      | Trebesing                     | 21,84        |
| Zirkitzer-Frohnwiesen                                                                              | Bad Kleinkirchheim            | 69,42        |
| Zirknitzer-Wälder                                                                                  | Großkirchheim                 | 256,32       |
| Zladnigberg und Mitteregg                                                                          | Rangersdorf                   | 15,06        |
| Zoppenitzenalpe                                                                                    | Heiligenblut am Großglockner  | 275,40       |
| Zwengberg                                                                                          | Reißeck                       | 1200,08      |
| Zwickenberger Ochsenalpe                                                                           | Oberdrauburg                  | 348,89       |

### Niederösterreich
Stand 14. Jänner 2010. In Niederösterreich gibt es 523 Agrargemeinschaften mit einer Gesamtfläche von rund 25.200 ha. Den Agrargemeinschaften gehört somit etwa 1,32 % der Fläche Niederösterreichs. Die Liste enthält lediglich Agrargemeinschaften mit einem Flächenausmaß von mindestens zehn Hektar. In der Spalte „Fläche“ (Angaben in Hektar, auf Ar gerundet) neben der Bezeichnung ist das Ausmaß des Eigentums der Agrargemeinschaft angegeben.
| Bezeichnung                                                   | Gemeinde                              | Fläche in ha |
| ------------------------------------------------------------- | ------------------------------------- | ------------ |
| Achau (Weidegenossenschaft)                                   | Achau                                 | 57,56        |
| Alland Urhausbesitzer                                         | Alland                                | 254,58       |
| Altenhof                                                      | Schönberg am Kamp                     | 12,56        |
| Altenmarkt an der Triesting                                   | Altenmarkt an der Triesting           | 165,17       |
| Altenmarkt im Thale                                           | Hollabrunn                            | 41,18        |
| Altmelon                                                      | Altmelon                              | 163,98       |
| Altruppersdorf                                                | Poysdorf                              | 38,73        |
| Ameisthal                                                     | Großweikersdorf                       | 45,76        |
| Angelbach                                                     | Bad Großpertholz                      | 24,61        |
| Annaberg Gutsgemeinde                                         | Annaberg                              | 597,66       |
| Anthofrotte Untere Eisensteinweide                            | Türnitz                               | 25,94        |
| Arbesthal                                                     | Göttlesbrunn-Arbesthal                | 134,31       |
| Arbesthal II                                                  | Göttlesbrunn-Arbesthal                | 45,97        |
| Ardagger Markt                                                | Ardagger                              | 41,11        |
| Artolz                                                        | Pfaffenschlag bei Waidhofen a.d.Thaya | 17,78        |
| Au am Leithagebirge                                           | Au am Leithaberge                     | 482,51       |
| Auratsberg                                                    | Marbach an der Donau                  | 12,98        |
| Autendorf                                                     | Drosendorf-Zissersdorf                | 29,34        |
| Bad Fischau                                                   | Bad Fischau-Brunn                     | 59,88        |
| Baumgarten                                                    | Mautern an der Donau                  | 67,79        |
| Böhmsdorf                                                     | Groß Gerungs                          | 12,71        |
| Bösenneunzen                                                  | Zwettl-Niederösterreich               | 11,35        |
| Breitenbuch                                                   | Bromberg                              | 29,20        |
| Bruderndorf                                                   | Langschlag                            | 21,32        |
| Dallein                                                       | Geras                                 | 88,31        |
| Deutsch Haslau                                                | Prellenkirchen                        | 95,77        |
| Dreistetten                                                   | Markt Piesting                        | 35,59        |
| Drosendorf                                                    | Drosendorf-Zissersdorf                | 77,44        |
| Drösing                                                       | Drösing                               | 455,14       |
| Ebenthal                                                      | Ebenthal                              | 191,82       |
| Eibesthal                                                     | Mistelbach                            | 163,26       |
| Eichberg                                                      | Großdietmanns                         | 24,64        |
| Eichhorn                                                      | Zistersdorf                           | 45,31        |
| Elsern                                                        | Drosendorf-Zissersdorf                | 40,64        |
| Endlas                                                        | Ottenschlag                           | 26,16        |
| Engelbrechts                                                  | Großgöttfritz                         | 21,41        |
| Erdberg                                                       | Poysdorf                              | 17,88        |
| Ernsdorf bei Staatz                                           | Staatz                                | 20,95        |
| Feldwies                                                      | Gaming                                | 284,57       |
| Felles                                                        | Kottes-Purk                           | 16,42        |
| Fischamend Dorf                                               | Fischamend                            | 136,87       |
| Fischamend Markt                                              | Fischamend                            | 133,01       |
| Flatz                                                         | Ternitz                               | 32,84        |
| Föllim                                                        | Poysdorf                              | 14,83        |
| Förthof-Stein                                                 | Krems an der Donau                    | 20,06        |
| Frauendorf                                                    | Groß Gerungs                          | 22,52        |
| Friedenstein                                                  | Mitterbach am Erlaufsee               | 234,37       |
| Füllersdorf                                                   | Großmugl                              | 43,20        |
| Gars am Kamp - Gars-Bürgerwald                                | Gars am Kamp                          | 44,48        |
| Göllersdorf                                                   | Göllersdorf                           | 60,97        |
| Gossam                                                        | Emmersdorf an der Donau               | 24,07        |
| Göttlesbrunn-Dominikaner                                      | Göttlesbrunn-Arbesthal                | 21,21        |
| Göttlesbrunn-Harracher                                        | Göttlesbrunn-Arbesthal                | 147,38       |
| Greifenstein - Alt Passauer                                   | St. Andrä-Wördern                     | 23,22        |
| Greis-Göstritz                                                | Schottwien                            | 75,79        |
| Grillenberg                                                   | Hernstein                             | 64,87        |
| Groisbach                                                     | Alland                                | 19,43        |
| Großgöttfritz                                                 | Großgöttfritz                         | 14,57        |
| Großmeiseldorf                                                | Ziersdorf                             | 77,65        |
| Großmugl-Streit                                               | Großmugl                              | 21,55        |
| Großnondorf                                                   | Sallingberg                           | 55,03        |
| Großpertenschlag                                              | Altmelon                              | 41,18        |
| Grub bei Heiligenkreuz                                        | Wienerwald                            | 39,02        |
| Günselsdorf                                                   | Günselsdorf                           | 146,86       |
| Gut am Steg                                                   | Spitz                                 | 13,90        |
| Hafnerbach                                                    | Hafnerbach                            | 10,03        |
| Harbach                                                       | Moorbad Harbach                       | 20,92        |
| Harmannsdorf                                                  | Harmannsdorf                          | 17,55        |
| Harth                                                         | Geras                                 | 20,83        |
| Haselbach                                                     | Niederhollabrunn                      | 156,33       |
| Hausleiten                                                    | Hausleiten                            | 40,66        |
| Heidenreichstein                                              | Heidenreichstein                      | 314,50       |
| Heidenreichstein-Drösiedl                                     | Pfaffenschlag bei Waidhofen a.d.Thaya | 60,44        |
| Heinrichs bei Weitra                                          | Unserfrau-Altweitra                   | 22,54        |
| Herzogbirbaum                                                 | Großmugl                              | 195,04       |
| Hinterhalbach am Rad                                          | Kleinzell                             | 119,13       |
| Hobersdorf                                                    | Wilfersdorf                           | 38,74        |
| Hochwolkersdorf                                               | Hochwolkersdorf                       | 16,72        |
| Hof am Leithaberge                                            | Hof am Leithaberge                    | 849,56       |
| Hofamt                                                        | Emmersdorf an der Donau               | 10,12        |
| Hohe Wand                                                     | Markt Piesting                        | 26,74        |
| Hohenruppersdorf                                              | Hohenruppersdorf                      | 631,78       |
| Hohenstein                                                    | Gföhl                                 | 17,61        |
| Hollern                                                       | Rohrau                                | 69,59        |
| Hörersdorf                                                    | Mistelbach                            | 137,83       |
| Hörfarth                                                      | Paudorf                               | 10,03        |
| Hötzelsdorf                                                   | Geras                                 | 12,60        |
| Hub bei Schönbühel                                            | Schönbühel-Aggsbach                   | 15,40        |
| Hüttendorf                                                    | Mistelbach                            | 57,38        |
| Kainrathschlag                                                | Langschlag                            | 39,07        |
| Kaltenbach                                                    | Bad Traunstein                        | 29,03        |
| Kegelberg                                                     | Annaberg                              | 153,23       |
| Kehrbach 1                                                    | Münichreith-Laimbach                  | 13,27        |
| Kettlasbrunn                                                  | Mistelbach                            | 262,55       |
| Ketzelsdorf                                                   | Poysdorf                              | 69,86        |
| Kiblitz                                                       | Ziersdorf                             | 20,40        |
| Kirchschlag in der Buckligen Welt                             | Kirchschlag in der Buckligen Welt     | 205,22       |
| Klausen-Leopoldsdorf                                          | Klausen-Leopoldsdorf                  | 12,66        |
| Klein Haslau                                                  | Sallingberg                           | 17,40        |
| Klein Rötz                                                    | Harmannsdorf                          | 82,50        |
| Kleinfeld                                                     | Hernstein                             | 33,97        |
| Kleingöpfritz                                                 | Pfaffenschlag bei Waidhofen a.d.Thaya | 11,65        |
| Kleinhadersdorf                                               | Poysdorf                              | 131,19       |
| Kleinkirchberg                                                | Sitzendorf an der Schmida             | 10,02        |
| Kleinnondorf                                                  | Rappottenstein                        | 21,41        |
| Kleinpertholz                                                 | Martinsberg                           | 33,54        |
| Kleinschönau-Zwettl                                           | Zwettl-Niederösterreich               | 12,33        |
| Kleinsierndorf                                                | Nappersdorf-Kammersdorf               | 12,40        |
| Kleinweißenbach                                               | Großgöttfritz                         | 21,19        |
| Kleinwilfersdorf                                              | Leitzersdorf                          | 19,74        |
| Kleinwolkersdorf                                              | Lanzenkirchen                         | 104,60       |
| Kollnitz                                                      | Münichreith-Laimbach                  | 18,48        |
| Königsbach                                                    | Waldhausen                            | 17,98        |
| Kottaun                                                       | Geras                                 | 51,80        |
| Kreuttal                                                      | Kreuttal                              | 124,74       |
| Kritzendorf                                                   | Klosterneuburg                        | 46,95        |
| Kulm                                                          | Warth                                 | 12,95        |
| Lackenhof                                                     | Gaming                                | 121,54       |
| Landschach                                                    | Grafenbach-St. Valentin               | 19,59        |
| Langau                                                        | Gaming                                | 15,17        |
| Langenlebarn - Unter-Aigen                                    | Tulln an der Donau                    | 184,16       |
| Langenlois - Vierzigergemeinde                                | Gföhl                                 | 350,38       |
| Langenschönbichl                                              | Langenrohr                            | 43,79        |
| Langfeld                                                      | St. Martin                            | 12,68        |
| Langschlag I                                                  | Grafenschlag                          | 30,97        |
| Leiben                                                        | Leiben                                | 13,87        |
| Lichtenwörth                                                  | Lichtenwörth                          | 39,96        |
| Lohn                                                          | Schönbach                             | 12,76        |
| Lugendorf                                                     | Sallingberg                           | 54,29        |
| Lunz-Schöckelreit                                             | Lunz am See                           | 16,24        |
| Lunz-Lunzberg                                                 | Lunz am See                           | 97,42        |
| Lunz-Rehbergweide                                             | Lunz am See                           | 42,73        |
| Magersdorf                                                    | Hollabrunn                            | 46,13        |
| Maiersdorf                                                    | Hohe Wand                             | 115,71       |
| Maigen                                                        | Weinzierl am Walde                    | 45,06        |
| Manhartsbrunn                                                 | Großebersdorf                         | 26,18        |
| Mannswörth                                                    | Schwechat                             | 133,78       |
| Marchegg - Heimatland                                         | Marchegg                              | 136,52       |
| Markthof                                                      | Engelhartstetten                      | 37,83        |
| Matzen - Waldgenossenschaft                                   | Matzen-Raggendorf                     | 172,37       |
| Michelhausen                                                  | Michelhausen                          | 11,94        |
| Michelndorf                                                   | Michelhausen                          | 29,97        |
| Mistelbach bei Großschönau                                    | Großschönau                           | 34,65        |
| Mistelbach-Barnabiten                                         | Mistelbach                            | 59,35        |
| Mistelbach-Fürstlich Bestiftete                               | Mistelbach                            | 394,25       |
| Mitterbach-Gutsgemeinde - Brunnstein-Gemeindealpe             | Mitterbach am Erlaufsee               | 1084,46      |
| Mollmannsdorf                                                 | Harmannsdorf                          | 120,25       |
| Muckendorf                                                    | Muckendorf - Wipfing                  | 55,22        |
| Münchendorf - Weide- u. Stierhaltungsgenossenschaft           | Münchendorf                           | 56,01        |
| Muthmannsdorf                                                 | Winzendorf-Muthmannsdorf              | 56,42        |
| Nestelberg-Brennwiese oben                                    | Gaming                                | 18,43        |
| Nestelberg-Brennwiese unten                                   | Gaming                                | 11,42        |
| Nestelberg-Kuhweide                                           | Gaming                                | 40,64        |
| Nestelberg-Ochsenweide                                        | Gaming                                | 41,81        |
| Neuhaus                                                       | Pottenstein                           | 24,29        |
| Neumarkt an der Ybbs - Waldgenossenschaft                     | Neumarkt an der Ybbs                  | 50,44        |
| Neusiedl am Steinfeld                                         | St. Egyden am Steinfeld               | 18,27        |
| Neusiedl an der Zaya                                          | Neusiedl an der Zaya                  | 244,40       |
| Neusiedl bei Pernitz                                          | Waidmannsfeld                         | 11,11        |
| Niederfladnitz                                                | Hardegg                               | 10,03        |
| Niederhollabrunn                                              | Niederhollabrunn                      | 16,46        |
| Niedersulz                                                    | Sulz im Weinviertel                   | 135,78       |
| Nonnersdorf – Maria Laach                                     | Maria Laach am Jauerling              | 18,46        |
| Obereggendorf                                                 | Eggendorf                             | 401,79       |
| Obererla                                                      | Maria Taferl                          | 15,32        |
| Oberloiben – Agrargemeinschaft der 27 Urhäuser in Ober-Loiben | Dürnstein                             | 37,82        |
| Oberndorf am Jauerling                                        | Maria Laach am Jauerling              | 12,53        |
| Oberrohrbach                                                  | Leobendorf                            | 126,80       |
| Oberthern                                                     | Heldenberg                            | 33,68        |
| Ollern                                                        | Sieghartskirchen                      | 26,10        |
| Paasdorf-Gemeindeleiten                                       | Mistelbach                            | 74,93        |
| Palt                                                          | Furth bei Göttweig                    | 13,52        |
| Patzmannsdorf I                                               | Stronsdorf                            | 77,74        |
| Pernitz - Agrargemeinschaft der Urhausbesitzer                | Pernitz                               | 31,58        |
| Pfösing                                                       | Wolkersdorf im Weinviertel            | 20,13        |
| Pottendorf                                                    | Pottendorf                            | 19,37        |
| Pretrobruck                                                   | Arbesbach                             | 15,62        |
| Pyhrabruck                                                    | Unserfrau-Altweitra                   | 19,02        |
| Raach-Haiderkogl                                              | Raach am Hochgebirge                  | 32,84        |
| Rappolz                                                       | Waldkirchen an der Thaya              | 20,16        |
| Rassingdorf                                                   | Weitersfeld                           | 29,75        |
| Raxendorf                                                     | Raxendorf                             | 26,96        |
| Reichau                                                       | Weinzierl am Walde                    | 38,26        |
| Ringelsdorf                                                   | Ringelsdorf-Niederabsdorf             | 44,53        |
| Roggendorf                                                    | Schollach                             | 25,73        |
| Roggenreith                                                   | Kirchschlag                           | 31,93        |
| Rossatz                                                       | Rossatz-Arnsdorf                      | 1192,71      |
| Roßbruck-Schöllbüchl                                          | St. Martin                            | 19,51        |
| Rückersdorf-Haidholz                                          | Harmannsdorf                          | 132,77       |
| Rückersdorf-Höflerwald                                        | Harmannsdorf                          | 32,57        |
| Rückersdorf-Schrottholz                                       | Harmannsdorf                          | 197,63       |
| Rührsdorf - Waldgenossenschaft                                | Rossatz-Arnsdorf                      | 165,63       |
| Rust im Tullnerfeld                                           | Michelhausen                          | 57,40        |
| Saubersdorf                                                   | St. Egyden am Steinfeld               | 56,69        |
| Scheiblwies                                                   | Bergern im Dunkelsteinerwald          | 18,64        |
| Schenkenbrunn                                                 | Bergern im Dunkelsteinerwald          | 10,32        |
| Schirmannsreith 2                                             | Geras                                 | 15,04        |
| Schönau                                                       | Groß-Enzersdorf                       | 10,53        |
| Schönau an der Triesting                                      | Schönau an der Triesting              | 40,27        |
| Schönbach                                                     | Schönbach                             | 10,82        |
| Schönfeld - Zwettl                                            | Arbesbach                             | 83,82        |
| Schöngrabern                                                  | Grabern                               | 11,03        |
| Schrick                                                       | Gaweinstal                            | 117,98       |
| Schwarzau am Steinfeld                                        | Schwarzau am Steinfeld                | 87,13        |
| Schwarzensee                                                  | Weißenbach an der Triesting           | 21,84        |
| Schweinern                                                    | Obritzberg-Rust                       | 15,05        |
| Seibersdorf                                                   | Seibersdorf                           | 25,57        |
| Seibersdorf-Leitha- und Fischafluß                            | Seibersdorf                           | 12,31        |
| Seiterndorf I                                                 | Weiten                                | 23,45        |
| Seiterndorf II                                                | Weiten                                | 12,03        |
| Seyfrieds                                                     | Heidenreichstein                      | 13,51        |
| Siebenhirten                                                  | Mistelbach                            | 66,14        |
| Siegersdorf                                                   | Pottendorf                            | 14,31        |
| Sittendorf                                                    | Wienerwald                            | 28,23        |
| Sooß                                                          | Sooß                                  | 263,86       |
| Spannberg-101 Bestiftete                                      | Spannberg                             | 89,30        |
| Spannberg-Birbaumleiten                                       | Spannberg                             | 25,05        |
| Spannberg-Neusiedler Wald                                     | Spannberg                             | 153,76       |
| Sparbach                                                      | Hinterbrühl                           | 15,88        |
| Spielberg                                                     | Bad Traunstein                        | 17,57        |
| Spital                                                        | Weitra                                | 32,97        |
| St. Peter in der Au                                           | St. Peter in der Au                   | 200,75       |
| St. Veit an der Triesting                                     | Berndorf                              | 128,05       |
| Starrein                                                      | Weitersfeld                           | 15,81        |
| Stetten                                                       | Stetten                               | 19,35        |
| Stillfried                                                    | Angern an der March                   | 62,03        |
| Stixneusiedl                                                  | Trautmannsdorf an der Leitha          | 81,69        |
| Süssenbach-Raabs                                              | Raabs an der Thaya                    | 10,45        |
| Tattendorf                                                    | Günselsdorf                           | 57,73        |
| Tautendorf                                                    | Atzenbrugg                            | 11,49        |
| Tautendorf-Buchberger Untertanen                              | Gars am Kamp                          | 23,33        |
| Tautendorf-Garser Untertanen                                  | Gars am Kamp                          | 34,84        |
| Teesdorf                                                      | Günselsdorf                           | 77,69        |
| Thallern - Krems                                              | Krems an der Donau                    | 124,84       |
| Theiß - Hollenburger-Untertanen                               | Gedersdorf                            | 33,69        |
| Theiß 6 Imbacher Untertanen                                   | Gedersdorf                            | 26,58        |
| Theresienfeld - Weide- u.Stierhaltungsgenossenschaft          | Theresienfeld                         | 82,21        |
| Thunau am Kamp                                                | Gars am Kamp                          | 27,69        |
| Traismauer-Lehenteilgesellschaft                              | Traismauer                            | 125,89       |
| Traismauer-Urhausbesitzer                                     | Traismauer                            | 31,63        |
| Trandorf                                                      | Mühldorf                              | 84,23        |
| Traunfeld                                                     | Hochleithen                           | 30,46        |
| Trübensee                                                     | Tulln an der Donau                    | 27,93        |
| Tulln                                                         | Tulln an der Donau                    | 17,90        |
| Türnitz-Marktgemeinschaft                                     | Türnitz                               | 260,62       |
| Türnitz-Schildbachrotte                                       | Türnitz                               | 172,65       |
| Türnitz-Thorstall                                             | Türnitz                               | 81,00        |
| Ungerbach                                                     | Kirchschlag in der Buckligen Welt     | 22,14        |
| Untereggendorf 1 - Weide- und Waldgenossenschaft              | Eggendorf                             | 92,47        |
| Untereggendorf 2                                              | Eggendorf                             | 63,03        |
| Unter-Loiben                                                  | Dürnstein                             | 219,39       |
| Untermeierhof                                                 | Alland                                | 27,86        |
| Unterolberndorf                                               | Kreuttal                              | 46,73        |
| Unterpfaffendorf                                              | Raabs an der Thaya                    | 40,66        |
| Unterrohrbach                                                 | Harmannsdorf                          | 28,93        |
| Vießling                                                      | Spitz                                 | 17,56        |
| Voitsau                                                       | Kottes-Purk                           | 23,46        |
| Waidmannsfeld                                                 | Waidmannsfeld                         | 11,38        |
| Waldhausen                                                    | Waldhausen                            | 11,12        |
| Walterschlag                                                  | Weitra                                | 15,30        |
| Wampersdorf                                                   | Pottendorf                            | 31,62        |
| Wanzenau                                                      | Gars am Kamp                          | 54,42        |
| Weidenau                                                      | Türnitz                               | 1275,29      |
| Weidenau-Klein-Eben                                           | Türnitz                               | 110,64       |
| Weidenau-Kuchl-Bergbauernalm                                  | Türnitz                               | 125,28       |
| Weinpolz                                                      | Göpfritz an der Wild                  | 61,43        |
| Weinzierl am Walde                                            | Weinzierl am Walde                    | 30,95        |
| Weyerburg-Glaswein - Waldgenossenschaft                       | Hollabrunn                            | 122,60       |
| Wiehalm                                                       | Martinsberg                           | 15,44        |
| Wiesensfeld                                                   | Arbesbach                             | 14,51        |
| Wilhalm                                                       | St. Leonhard am Hornerwald            | 25,28        |
| Winkl                                                         | Röhrenbach                            | 30,72        |
| Wittau                                                        | Groß-Enzersdorf                       | 25,36        |
| Wolfenreith-Schenkenbrunn                                     | Bergern im Dunkelsteinerwald          | 23,72        |
| Wolfpassing – (Altpassauer)                                   | Zeiselmauer-Wolfpassing               | 58,72        |
| Wolfpassing a.d. Hochleiten                                   | Hochleithen                           | 114,91       |
| Wollmannsberg                                                 | Leitzersdorf                          | 64,01        |
| Wollmersdorf                                                  | Drosendorf-Zissersdorf                | 16,04        |
| Wultschau                                                     | Moorbad Harbach                       | 13,90        |
| Ysper                                                         | Yspertal                              | 16,96        |
| Zaina-Perzendorf                                              | Hausleiten                            | 42,88        |
| Zeining                                                       | Raxendorf                             | 70,96        |
| Zeiselmauer                                                   | Zeiselmauer-Wolfpassing               | 116,23       |
| Zettenreith                                                   | Japons                                | 18,36        |
| Zettlitz                                                      | Drosendorf-Zissersdorf                | 39,71        |
| Zillingdorf 1                                                 | Zillingdorf                           | 375,31       |
| Zillingdorf 2                                                 | Zillingdorf                           | 18,63        |
| Zintring                                                      | Maria Laach am Jauerling              | 15,18        |
| Zistersdorf                                                   | Drösing                               | 201,17       |
| Zögersbach - Weidegemeinschaft „Am Himmel“                    | Lilienfeld                            | 76,66        |
| Zwinzen                                                       | Allentsteig                           | 14,34        |

### Oberösterreich
Stand Dezember 2009. In Oberösterreich gibt es rund 190 „echte“ Agrargemeinschaften mit einer Gesamtfläche von ca. 6.200 ha und rund 2.500 Mitgliedern. 21 Agrargemeinschaften verfügen über „Eigenjagdgröße“ (mindestens 115 ha). 54 Agrargemeinschaften besitzen zumindest zehn Hektar Grund; Agrargemeinschaften unter zehn Hektar sind in der folgenden Tabelle nicht erfasst. Die Flächen sind in Hektar angegeben und auf Ar gerundet. Die Spalte „Gemeinde“ bezeichnet die geografische Lage der agrargemeinschaftlichen Grundstücke.
| Bezeichnung                | Gemeinde                      | Fläche in ha |
| -------------------------- | ----------------------------- | ------------ |
| Aigen                      | Aigen-Schlägl                 | 209,21       |
| Alpe Kampachtal            | Rosenau am Hengstpaß          | 136,71       |
| Arlingalm                  | Spital am Pyhrn               | 180,32       |
| Breitenbergalm             | St. Wolfgang im Salzkammergut | 55,65        |
| Brumauer                   | Gaflenz                       | 26,55        |
| Dietrichschlägerholz       | Ulrichsberg                   | 15,33        |
| Dorf                       | St. Aegidi                    | 11,58        |
| Egglalm                    | Rosenau am Hengstpaß          | 165,04       |
| Frankenmarkt               | Frankenmarkt                  | 221,01       |
| Gaflenz                    | Gaflenz                       | 67,91        |
| Gameringalm                | Spital am Pyhrn               | 187,71       |
| Gramastetten               | Gramastetten                  | 11,54        |
| Grein                      | Grein                         | 342,09       |
| Haslach                    | Haslach an der Mühl           | 131,70       |
| Hinterhütten               | Pierbach                      | 23,21        |
| Hintersteineralm           | Spital am Pyhrn               | 67,83        |
| Hochsteinalm               | Hinterstoder                  | 35,03        |
| Hofkirchen im Mühlkreis    | Hofkirchen im Mühlkreis       | 26,18        |
| Hoheneck                   | St. Wolfgang im Salzkammergut | 63,79        |
| Hutterer Böden             | Hinterstoder                  | 299,63       |
| Kandlschlag                | Ulrichsberg                   | 16,92        |
| Kirchdorf an der Krems     | Micheldorf in Oberösterreich  | 193,27       |
| Kremsmünster               | Kremsmünster                  | 77,81        |
| Langholz                   | Stadl-Paura                   | 95,47        |
| Leonfelden                 | Bad Leonfelden                | 217,71       |
| Leonsbergalm               | St. Wolfgang im Salzkammergut | 219,66       |
| Leopoldschlag              | Leopoldschlag                 | 16,15        |
| Linden                     | St. Georgen am Walde          | 10,97        |
| Miesenwald                 | Schenkenfelden                | 256,52       |
| Mitterkirchen              | Mitterkirchen im Machland     | 10,63        |
| Moosalm                    | St. Wolfgang im Salzkammergut | 79,96        |
| Oberneukirchen             | Oberneukirchen                | 93,00        |
| Ochsenwaldalm              | Spital am Pyhrn               | 60,93        |
| Peilstein                  | Peilstein im Mühlviertel      | 11,18        |
| Perg                       | Perg                          | 26,50        |
| Pettenbach                 | Pettenbach                    | 124,66       |
| Putzleinsdorf              | Putzleinsdorf                 | 15,75        |
| Rauchgrabenweide           | Großraming                    | 51,84        |
| Rieserwald                 | Spital am Pyhrn               | 31,39        |
| Schaumbergalm              | Großraming                    | 81,92        |
| Schenkenfelden             | Schenkenfelden                | 153,07       |
| Schörfling                 | Schörfling am Attersee        | 131,86       |
| Schwarzenberg (Gleinkerau) | Spital am Pyhrn               | 187,85       |
| St. Oswald                 | St. Oswald bei Freistadt      | 55,90        |
| Stiegersdorf               | Leopoldschlag                 | 15,19        |
| Tiefenbach                 | Adlwang                       | 153,24       |
| Uttendorf                  | Helpfau-Uttendorf             | 160,95       |
| Vormaueralm                | St. Wolfgang im Salzkammergut | 64,38        |
| Weyer                      | Weyer                         | 525,16       |
| Wildalpe                   | Hinterstoder                  | 123,94       |
| Wildleithen                | St. Konrad                    | 11,46        |
| Winklerfraidalm            | Spital am Pyhrn               | 37,99        |
| Zeitschenalm               | Rosenau am Hengstpaß          | 21,40        |
| Zulissen                   | Rainbach im Mühlkreis         | 14,86        |

### Salzburg
Stand Oktober 2010. Die Liste enthält die im Bundesland Salzburg bestehenden Agrargemeinschaften, die Eigentümer von Flächen im Ausmaß von jeweils mehr als zehn Hektar sind. In der Spalte „Gemeinde(n)“ sind jene (politischen) Gemeinden angegeben, in denen die Flächen der Agrargemeinschaften liegen. Die Flächen sind in Hektar angegeben und auf Ar gerundet.
| Bezeichnung                                           | Gemeinde(n)                         | Fläche in ha |
| ----------------------------------------------------- | ----------------------------------- | ------------ |
| Achberg-Freiberg                                      | Taxenbach                           | 11,00        |
| Ackersbachalpe                                        | Abtenau                             | 144,04       |
| Ackersbachalpe                                        | Abtenau                             | 144,04       |
| Adamweide                                             | Leogang                             | 16,57        |
| Aigenmoosalpe                                         | Großarl                             | 10,67        |
| Aineggalpe                                            | Sankt Margarethen im Lungau         | 256,90       |
| Alpa-Alpe                                             | Unken                               | 41,43        |
| Alpbichl- und Gstielalpe                              | Abtenau                             | 313,33       |
| Alterbergalpe                                         | Muhr                                | 25,05        |
| Andex Schmeißebene Wurmoos                            | Krispl                              | 124,63       |
| Angerkaaralpe                                         | Rußbach am Paß Gschütt              | 129,95       |
| Anzerbergalpe                                         | Krispl und Hintersee                | 121,29       |
| Asteggalpe                                            | Hüttau                              | 115,86       |
| Atzingerberg                                          | Maishofen                           | 32,72        |
| Aualpe                                                | Filzmoos                            | 249,75       |
| Auergschwendt-Holzwerk-Schafbach-Mühlbichl            | Faistenau                           | 73,50        |
| Bacher Schattseitenwald                               | Großarl                             | 87,90        |
| Bacheralpe                                            | Großarl                             | 189,08       |
| Baumgartalpe und Baumgartalpwald                      | Bramberg am Wildkogel               | 353,46       |
| Begöriachötz                                          | Mauterndorf                         | 10,42        |
| Berachwald                                            | Hollersbach im Pinzgau              | 15,37        |
| Bergalpe                                              | Sankt Koloman                       | 94,28        |
| Berghamwald und Schmalenberghamwald                   | Maria Alm am Steinernen Meer        | 24,35        |
| Birgeck-Alp-Gemeinschaft                              | Ramingstein                         | 197,85       |
| Blasbichl-Freiberg                                    | Bruck an der Großglocknerstraße     | 19,30        |
| Brandlalpe                                            | Saalbach-Hinterglemm                | 14,52        |
| Brandstattalpe                                        | Rauris                              | 62,31        |
| Brandstattberg                                        | Rauris                              | 34,86        |
| Breitenbergalpe                                       | Sankt Gilgen                        | 94,26        |
| Breitenberger Weidegenossenschaft auf dem Steinerberg | Bad Hofgastein                      | 25,06        |
| Bretterach                                            | Sankt Veit im Pongau                | 45,43        |
| Bruckberger Waldgemeinschaft                          | Zell am See                         | 247,45       |
| Brucker Freiberg                                      | Bruck an der Großglocknerstraße     | 149,05       |
| Brunnsteinwald                                        | Krimml                              | 51,65        |
| Buchbergwald                                          | Goldegg                             | 148,18       |
| Buchebener Waldgemeinschaft                           | Rauris                              | 446,91       |
| Bürgerwald Goldegg                                    | Goldegg                             | 24,25        |
| Dechanthofen und Point                                | Maishofen                           | 36,38        |
| Deutinger Waldgemeinschaft                            | Saalfelden am Steinernen Meer       | 20,91        |
| Diesbachalpe                                          | Rauris                              | 975,54       |
| Dorfer Alpe                                           | Dorfgastein                         | 202,81       |
| Dorfer Weidegenossenschaft                            | Dorfgastein                         | 145,26       |
| Durchgangalpe                                         | Rauris                              | 402,32       |
| Dürnberg-Stümmelberg-Bsuchsalpswald                   | Stuhlfelden                         | 494,85       |
| Dürnegg- und Kokaseralpe                              | Dorfgastein                         | 107,64       |
| Ebenalpe nebst Frauenkar                              | Großarl                             | 180,24       |
| Edergebirge                                           | Leogang                             | 124,20       |
| Edtkaar Alpsgemeinschaft                              | Muhr                                | 32,65        |
| Einbergalpe                                           | Strobl                              | 162,42       |
| Eisenaueralpe                                         | Sankt Gilgen                        | 210,34       |
| Embacher Waldgemeinschaft                             | Lend                                | 820,24       |
| Ennsalpe                                              | Flachau                             | 816,66       |
| Erlhofalpe                                            | Bruck an der Großglocknerstraße     | 165,54       |
| Eschenauer Waldgemeinschaft                           | Taxenbach                           | 246,70       |
| Fanningbergalpe                                       | Mariapfarr                          | 298,00       |
| Faschingberg                                          | Bad Hofgastein                      | 11,58        |
| Feichtensteinalpe                                     | Hintersee                           | 80,65        |
| Felderer Alpe                                         | Rauris                              | 629,18       |
| Felderer Wald                                         | Rauris                              | 16,93        |
| Filzenalpe                                            | Rauris                              | 392,43       |
| Forsterbach-Kaaralpe                                  | Rauris                              | 209,21       |
| Frauenalpe                                            | Flachau                             | 218,05       |
| Fröstelberg Freiberg                                  | Rauris                              | 123,69       |
| Fuchsgrubenlichthaltung                               | Dienten am Hochkönig                | 14,42        |
| Fuscher Waldgemeinschaft                              | Fusch an der Großglocknerstraße     | 163,79       |
| Gadauner Hoch- und Anger Grundalpe                    | Bad Hofgastein                      | 1058,40      |
| Gadauner Kühberg und Au                               | Bad Hofgastein                      | 34,43        |
| Gaisseiten-Bereben                                    | Rauris                              | 115,87       |
| Gasteiner Bürgerberg                                  | Bad Hofgastein                      | 455,56       |
| Gemeinkaralpe                                         | Rauris                              | 41,08        |
| Genneralpe                                            | Abtenau und Hintersee               | 216,82       |
| Gerlinger Hochberg                                    | Saalfelden am Steinernen Meer       | 82,09        |
| Gerralpe                                              | Maria Alm am Steinernen Meer        | 330,86       |
| Glockkaserkaaralpe                                    | Rauris                              | 211,67       |
| Goldegger Gemeindewald                                | Goldegg                             | 20,55        |
| Göriacher Genossenschaftswald                         | Göriach                             | 1255,07      |
| Götschenbergweide                                     | Bischofshofen                       | 23,92        |
| Grafenbergalpe                                        | Sankt Johann im Pongau              | 196,45       |
| Granglitzalpe                                         | Göriach                             | 97,33        |
| Granitzalpe                                           | Weißpriach                          | 155,44       |
| Grießener Alpe                                        | Leogang                             | 141,18       |
| Grießenkaaralpe                                       | Flachau                             | 249,98       |
| Große Alpe Weißpriach                                 | Weißpriach                          | 214,20       |
| Großlienbachalpe                                      | Abtenau                             | 235,90       |
| Grubachalpe                                           | Rauris                              | 17,46        |
| Grubenholz                                            | Mittersill                          | 28,93        |
| Gruberalpe                                            | Hintersee                           | 48,41        |
| Grünmaisalpe                                          | Maria Alm am Steinernen Meer        | 36,12        |
| Gschwornrieser Bergwald                               | Saalfelden am Steinernen Meer       | 156,81       |
| Gstattergrund- und Heimalpe                           | Rauris                              | 36,36        |
| Gstoderalpe                                           | Tamsweg                             | 139,95       |
| Gugllahnalpe                                          | Sankt Koloman                       | 89,38        |
| Haidbachalpe                                          | Mittersill                          | 243,61       |
| Haiderbergwald                                        | Saalfelden am Steinernen Meer       | 73,67        |
| Haiderbergweide                                       | Saalfelden am Steinernen Meer       | 63,25        |
| Haimoosalpe                                           | Dorfgastein                         | 137,26       |
| Hainberg und Rauchenegg                               | Filzmoos                            | 75,93        |
| Hallensteiner Wald und Hallensteiner Alpe             | Lofer                               | 170,24       |
| Harbachberg und Hollerebenalpe                        | Eben im Pongau                      | 125,03       |
| Harbachberg Wald und Weide                            | Bad Hofgastein                      | 159,13       |
| Harhamer Bergwald                                     | Saalfelden am Steinernen Meer       | 117,68       |
| Hedeggalpe                                            | Hüttschlag                          | 282,93       |
| Heißalpe                                              | Tweng                               | 283,96       |
| Hinter- und Kühkaaralpe                               | Ramingstein                         | 163,57       |
| Hinteralpen                                           | Lessach                             | 1018,63      |
| Hintergnadenalpe                                      | Untertauern                         | 396,50       |
| Hinterhasenau                                         | Saalbach-Hinterglemm                | 68,80        |
| Hintermarbachalm                                      | Flachau                             | 382,75       |
| Hinterplattenalpe                                     | Krimml                              | 299,99       |
| Hinterridingalpe                                      | Zederhaus                           | 588,00       |
| Hintersulzbachalpe                                    | Fusch an der Großglocknerstraße     | 272,38       |
| Hintersulzbachalpswald                                | Fusch an der Großglocknerstraße     | 20,77        |
| Hinterweißtüchlalm                                    | Rauris                              | 865,47       |
| Hirzkaaralpe                                          | Rauris                              | 176,25       |
| Hocheben- und Steingrabenalpe                         | Sankt Gilgen                        | 117,96       |
| Hochmaisalpe                                          | Maria Alm am Steinernen Meer        | 117,55       |
| Hochsonnberg                                          | Zell am See                         | 139,82       |
| Hochwandalpe                                          | Sankt Gilgen                        | 60,00        |
| Hochwiesalpe                                          | Abtenau                             | 88,25        |
| Hofer-Freiberg                                        | Saalfelden am Steinernen Meer       | 74,52        |
| Höfer-Freiberg                                        | Taxenbach                           | 205,29       |
| Hofgasteiner Weidegenossenschaft                      | Bad Hofgastein                      | 22,17        |
| Höheneggalpe                                          | Hüttau                              | 17,66        |
| Höllmaisalpe                                          | Leogang                             | 13,93        |
| Höllmaisalpe                                          | Werfen                              | 30,62        |
| Holzlahneralpe                                        | Krimml                              | 42,96        |
| Holztrattenwald                                       | Krimml                              | 56,23        |
| Huberalpe                                             | Zederhaus                           | 66,46        |
| Hundsdorfer Wald- und Weidegemeinschaft               | Bad Hofgastein                      | 18,67        |
| Hundsdorfer Waldgemeinschaft                          | Bruck an der Großglocknerstraße     | 163,79       |
| Hundsfeldalpe                                         | Untertauern                         | 306,87       |
| Hundstein - Palfalpe                                  | Bruck an der Großglocknerstraße     | 307,61       |
| Hüttwald                                              | Hollersbach im Pinzgau              | 34,53        |
| Illingbergalpe                                        | Sankt Gilgen                        | 227,68       |
| Jedlerberg                                            | Muhr                                | 378,14       |
| Jetzbachalpe                                          | Maria Alm am Steinernen Meer        | 179,79       |
| Kaaralpe                                              | Filzmoos                            | 93,40        |
| Kallbrunnalpe                                         | Weißbach bei Lofer                  | 253,87       |
| Kaltenstein-Hafeichten                                | Flachau                             | 787,64       |
| Kammerköhralpe                                        | Unken                               | 141,25       |
| Kammerlingalpe                                        | Weißbach bei Lofer                  | 73,93        |
| Kapruner Waldgemeinschaft                             | Kaprun                              | 465,31       |
| Karalpe                                               | Großarl                             | 174,85       |
| Karseggalpsgenossenschaft                             | Großarl                             | 247,29       |
| Karteisalpe                                           | Hüttschlag                          | 179,43       |
| Kehlbacherwald                                        | Saalfelden am Steinernen Meer       | 90,71        |
| Keilberg Saukaaralpe                                  | Mühlbach am Hochkönig               | 49,07        |
| Kellau-Voregg-Moosegg                                 | Kuchl und Scheffau am Tennengebirge | 307,72       |
| Kemathstein                                           | Lofer                               | 34,16        |
| Kendlbachmähder                                       | Dorfgastein                         | 117,41       |
| Kleinsonnberg                                         | Taxenbach                           | 37,21        |
| Klölingalpe                                           | Ramingstein                         | 258,38       |
| Kogleralpe                                            | Strobl                              | 83,61        |
| Königsbergalpe                                        | Sankt Gilgen und Hintersee          | 99,20        |
| Kreealpe Nord                                         | Hüttschlag                          | 264,27       |
| Kreealpe Süd                                          | Hüttschlag                          | 325,91       |
| Kreeberg                                              | Hüttschlag                          | 12,31        |
| Kressenbrunn                                          | Viehhofen                           | 37,93        |
| Krummelholzalpe                                       | Rauris                              | 125,74       |
| Krummelschafweide                                     | Rauris                              | 287,99       |
| Kühfeldhochalpe                                       | Ramingstein                         | 262,77       |
| Kühhageralpe                                          | Bad Hofgastein                      | 101,50       |
| Kühhängberg                                           | Taxenbach                           | 18,81        |
| Kühkaaralpe in Nahendfeld                             | Zederhaus                           | 127,20       |
| Kühleiten- oder Gartenbergalpe                        | Faistenau                           | 37,45        |
| Kuhstattberg                                          | Fusch an der Großglocknerstraße     | 15,28        |
| Labenbergalpe                                         | Werfenweng                          | 118,53       |
| Labeneckalpe                                          | Altenmarkt im Pongau                | 133,46       |
| Lack- und Mittereckwald                               | Rauris                              | 48,79        |
| Lackenkoglalpe                                        | Flachau                             | 211,06       |
| Ladenbergalpe                                         | Abtenau                             | 198,47       |
| Ladenbergalpe                                         | Hintersee                           | 152,56       |
| Laderdingerberg                                       | Bad Hofgastein                      | 154,53       |
| Lahnschütz und Goltz                                  | Lessach                             | 1023,50      |
| Landwehr-Ochsenalpe                                   | Göriach                             | 242,81       |
| Langeggalpe                                           | Sankt Martin am Tennengebirge       | 96,57        |
| Lantschfeld- und Zainpitschalpe                       | Weißpriach                          | 1015,16      |
| Lantschfeldalpe                                       | Tweng                               | 1286,71      |
| Lärchberg-Bürgerberg-Hasental                         | Lofer                               | 259,39       |
| Laritzenalpe                                          | Hüttau                              | 134,58       |
| Larzenbachalpe                                        | Hüttau                              | 53,40        |
| Lasaberger-Ochsenalpe                                 | Tamsweg                             | 97,60        |
| Lasslbergl-Heimweide                                  | Muhr                                | 40,68        |
| Lechnerberg                                           | Kaprun                              | 34,20        |
| Leidalpe                                              | Bad Hofgastein                      | 349,10       |
| Lengdorferberg in Aisdorf                             | Niedernsill                         | 49,78        |
| Lerach Schafweide                                     | Bad Hofgastein                      | 10,23        |
| Lignitzalpe                                           | Mariapfarr                          | 500,01       |
| Litzalpe und Wiese                                    | Weißbach bei Lofer                  | 39,94        |
| Loferer Alpe und Loferer Alpswald                     | Lofer                               | 422,55       |
| Loferer Thalwald                                      | Lofer                               | 37,32        |
| Loosbergheimweide                                     | Krispl                              | 44,09        |
| Losegg-Baumgartenalpe                                 | Annaberg-Lungötz                    | 191,98       |
| Luggauer Weide                                        | Dorfgastein                         | 24,91        |
| Maierhofen Weidegenossenschaft                        | Maishofen                           | 16,09        |
| Maierhofer Weideberg                                  | Dorfgastein                         | 17,22        |
| Manlitzkaar-Sonnbergalpe                              | Stuhlfelden                         | 204,95       |
| Marslalpe                                             | Zederhaus                           | 227,98       |
| Maschlalpe                                            | Rauris                              | 664,14       |
| Mayerhoferalpe                                        | Dorfgastein                         | 87,82        |
| Mitterastenalpe                                       | Rauris                              | 340,67       |
| Mitterbergalpe                                        | Werfenweng                          | 229,81       |
| Mitterfageralpe                                       | Forstau                             | 227,57       |
| Mitterhubwies                                         | Taxenbach                           | 19,86        |
| Moosalpe Genossenschaft                               | Taxenbach                           | 12,54        |
| Moosbauern-Prodingalpe                                | Zederhaus                           | 189,19       |
| Moosbergalpe                                          | Abtenau                             | 123,54       |
| Moosenerberg im Vorstandrevier                        | Rauris                              | 19,20        |
| Mörtelsdorfer Waldgelacke                             | Tamsweg                             | 12,35        |
| Mösernalpe                                            | Annaberg-Lungötz                    | 55,47        |
| Muritzenalpe                                          | Muhr                                | 59,37        |
| Nahenfeld-Kühalpe                                     | Zederhaus                           | 17,60        |
| Nassfeldalpe                                          | Badgastein                          | 3431,94      |
| Neualpe                                               | Leogang                             | 96,33        |
| Neuberg                                               | Dienten am Hochkönig                | 29,12        |
| Neudeggalpe                                           | Dorfgastein                         | 126,24       |
| Neukaseralpe                                          | Maria Alm am Steinernen Meer        | 151,61       |
| Niedergabenalpe                                       | Strobl                              | 118,43       |
| Niederhofberg und Niederhoffreiberg                   | Bruck an der Großglocknerstraße     | 119,59       |
| Niedernsiller Hochsonnberg                            | Niedernsill                         | 296,81       |
| Nösslaualpe                                           | Filzmoos                            | 111,10       |
| Ober- und Unterreith                                  | Maishofen                           | 40,46        |
| Oberackeralpe                                         | Sankt Gilgen                        | 44,00        |
| Obere Filzmoosalpe                                    | Großarl                             | 183,85       |
| Obere Gensgitschalpe                                  | Mariapfarr                          | 150,57       |
| Oberer Griessener Sonnberg                            | Leogang                             | 210,85       |
| Oberpleißlingalpe                                     | Flachau                             | 750,36       |
| Oberweikersbach Bergwald                              | Saalfelden am Steinernen Meer       | 51,69        |
| Ochsenforst                                           | Göriach                             | 32,94        |
| Ochsenkaaralpe                                        | Ramingstein                         | 330,81       |
| Oflegberg                                             | Großarl                             | 26,46        |
| Oisberg                                               | Krispl                              | 54,05        |
| Paßwald                                               | Lofer                               | 65,26        |
| Payralpe                                              | Tamsweg                             | 144,18       |
| Pichlerberg                                           | Bruck an der Großglocknerstraße     | 120,45       |
| Piesendorfer Hochsonnberg                             | Piesendorf                          | 378,70       |
| Pillsteinalpe                                         | Hintersee                           | 42,39        |
| Pirzlbacher Gemeinwald und -weide                     | Weißbach bei Lofer                  | 36,48        |
| Pitschbergalpe                                        | Abtenau                             | 115,70       |
| Pleckwandalpe                                         | Strobl                              | 44,35        |
| Pleisnitzalpe                                         | Zederhaus                           | 212,25       |
| Pointalpe                                             | Lofer                               | 25,48        |
| Preber-Gmeinalpe                                      | Tamsweg                             | 631,83       |
| Rabenstein                                            | Großarl                             | 127,57       |
| Radstädter Bürgerberg                                 | Radstadt                            | 284,34       |
| Raidenbergwald                                        | Scheffau am Tennengebirge           | 56,74        |
| Rainberg                                              | Rauris                              | 26,53        |
| Ramesbergerwald                                       | Zederhaus                           | 11,24        |
| Ramsaualpe                                            | Strobl                              | 90,15        |
| Ramseider Freiberg                                    | Saalfelden am Steinernen Meer       | 88,25        |
| Rastötzenalpe                                         | Bad Hofgastein                      | 367,49       |
| Rauchenbergwaldung                                    | Lofer                               | 18,78        |
| Rauriser Waldgemeinschaft                             | Rauris                              | 2117,90      |
| Reichenspielberg mit Scheltau                         | Leogang                             | 246,38       |
| Reinkaaralpe                                          | Muhr                                | 307,98       |
| Reitalpe                                              | Unken                               | 436,61       |
| Reiteck- und Kreuzmoosweide                           | Flachau                             | 21,12        |
| Reiterberg                                            | Muhr                                | 115,62       |
| Renangeralpe                                          | Golling an der Salzach              | 149,85       |
| Retteneck                                             | Rauris                              | 236,16       |
| Riedlkaaralpe                                         | Annaberg-Lungötz                    | 129,93       |
| Rinnbergalpe                                          | Rußbach am Paß Gschütt              | 357,25       |
| Rohrerberg                                            | Piesendorf                          | 42,15        |
| Roßalpe                                               | Hollersbach im Pinzgau              | 320,89       |
| Roßeggalpe                                            | Ramingstein                         | 364,86       |
| Ruepenbauern-Reifensteineralpe                        | Thomatal                            | 157,68       |
| Saalbacher Waldgemeinschaft                           | Saalbach-Hinterglemm                | 1146,17      |
| Sallisingalpe                                         | Zederhaus                           | 115,93       |
| Salzachalpe                                           | Wald im Pinzgau                     | 499,38       |
| Sameralpe                                             | Rauris                              | 35,11        |
| Sameralpe in Oberkrimml                               | Krimml                              | 26,09        |
| Sattlgmein- oder Sattlochsenalpe                      | Tamsweg                             | 81,11        |
| Saukaaralpe                                           | Flachau                             | 248,81       |
| Saustallalpe                                          | Sankt Gilgen                        | 83,99        |
| Sautränkalpe                                          | Sankt Gilgen                        | 18,03        |
| Schafbergalpe                                         | Sankt Gilgen                        | 169,53       |
| Schafberg-Mitteregg-Oberwiesalpe                      | Hintersee                           | 144,24       |
| Schaidbergalpe                                        | Tweng                               | 197,38       |
| Schaufelberg                                          | Kaprun                              | 91,39        |
| Schlenkenalpe                                         | Bad Vigaun                          | 101,77       |
| Schöberlalpe                                          | Sankt Martin am Tennengebirge       | 118,42       |
| Schönalpe                                             | Thomatal                            | 87,46        |
| Schönalpe                                             | Scheffau am Tennengebirge           | 117,51       |
| Schönbergalpe                                         | Dienten am Hochkönig                | 210,15       |
| Schreckalpe und Rothwandmahd                          | Taxenbach                           | 212,87       |
| Schreinbachalpe                                       | Strobl                              | 72,79        |
| Schupfenalpe                                          | Tweng                               | 19,69        |
| Schwaighofer Kühberg                                  | Wagrain                             | 31,55        |
| Schwaighofgraben                                      | Wagrain                             | 13,66        |
| Schwarzecktrettalpe                                   | Lofer                               | 59,47        |
| Schwarzeneggalpe                                      | Hüttau                              | 85,91        |
| Seekaralpe                                            | Untertauern                         | 262,82       |
| Seidlau                                               | Rauris                              | 38,46        |
| Sinninger Weide                                       | Leogang                             | 33,65        |
| Söldenkaaralpe                                        | Krimml                              | 220,94       |
| Sölleralpe                                            | Rauris                              | 147,88       |
| Sonntagskaaralpe                                      | Strobl                              | 77,64        |
| Speiereckalpe                                         | Sankt Michael im Lungau             | 154,31       |
| Spielbergalpe                                         | Krispl                              | 129,16       |
| St. Martinberg                                        | Sankt Michael im Lungau             | 20,37        |
| St. Michaeler Aineck- und Payeralpe                   | Sankt Michael im Lungau             | 114,20       |
| St. Veiter Waldgemeinschaft                           | Sankt Veit im Pongau                | 476,26       |
| Stableraualpe                                         | Maria Alm am Steinernen Meer        | 54,76        |
| Stanitzenalpe                                         | Zederhaus                           | 17,26        |
| Steinbergweide                                        | Lend                                | 19,07        |
| Steindorfer Moos und Steindorfer Ortsräume            | Mauterndorf                         | 15,96        |
| Steinerberg                                           | Bad Hofgastein                      | 25,06        |
| Stiedlalpe                                            | Zederhaus                           | 45,31        |
| Stockklauserwald                                      | Weißbach bei Lofer                  | 130,01       |
| Stockklauserweide                                     | Weißbach bei Lofer                  | 41,63        |
| Stübleralpe                                           | Sankt Gilgen                        | 68,88        |
| Stuhlalpe                                             | Annaberg-Lungötz                    | 210,55       |
| Stummeralpe                                           | Sankt Gilgen und Faistenau          | 169,98       |
| Sulzenalpe                                            | Filzmoos                            | 226,73       |
| Tappenkaaralpe                                        | Kleinarl                            | 705,76       |
| Taxenbacher Waldgemeinschaft                          | Taxenbach                           | 381,49       |
| Taxenberg-Freiberg                                    | Taxenbach                           | 50,43        |
| Tenneralpe                                            | Bad Vigaun                          | 86,66        |
| Thällernalpe                                          | Unken                               | 56,32        |
| Thannberg-Freiberg                                    | Taxenbach                           | 202,83       |
| Thumersbach Graben                                    | Sankt Veit im Pongau                | 41,55        |
| Thumersbacher Waldgemeinschaft                        | Zell am See                         | 615,08       |
| Thurnaualpe                                           | Abtenau                             | 234,68       |
| Tofernalpe                                            | Großarl                             | 663,17       |
| Torfgemeinschaft Mandling                             | Radstadt                            | 22,02        |
| Trattbergalpe                                         | Sankt Koloman                       | 569,96       |
| Trattenbach und Sonnmais                              | Taxenbach                           | 292,46       |
| Trauneralpe                                           | Fusch an der Großglocknerstraße     | 1379,19      |
| Trog Frei                                             | Sankt Michael im Lungau             | 13,31        |
| Trogalpe                                              | Mauterndorf                         | 216,74       |
| Türfeichtenalpe                                       | Kuchl                               | 104,95       |
| Unterackeralpe                                        | Sankt Gilgen                        | 63,08        |
| Unterberger Schafweide                                | Dorfgastein                         | 24,50        |
| Untere Filzmoosalpe                                   | Großarl                             | 53,07        |
| Unterer Grießener Sonnberg                            | Leogang                             | 39,10        |
| Unterpleisslingalpe                                   | Flachau                             | 450,70       |
| Uttendorfer Heimweide                                 | Uttendorf                           | 17,27        |
| Uttendorfer Hochsonnberg                              | Uttendorf                           | 439,07       |
| Viehhofener Waldgemeinschaft                          | Viehhofen                           | 308,93       |
| Vögerlferleitenalpe                                   | Fusch an der Großglocknerstraße     | 1405,07      |
| Vorderbuchebenmaisalpe                                | Rauris                              | 90,53        |
| Vorderfageralpe                                       | Forstau                             | 116,51       |
| Vorderglemmer Schattberg                              | Saalbach-Hinterglemm                | 37,16        |
| Vordergnadenalpe                                      | Untertauern                         | 141,01       |
| Vorderweißtüchlalpe                                   | Rauris                              | 376,96       |
| Vorderzinkenbachalpe                                  | Abtenau                             | 61,15        |
| Vorderzirmeggalpe                                     | Kleinarl                            | 118,19       |
| Vorstandberg                                          | Rauris                              | 51,86        |
| Wagrainer Bürgerberg                                  | Wagrain                             | 51,92        |
| Weißbacher Alpe                                       | Weißbach bei Lofer                  | 20,27        |
| Weisseneckalpe                                        | Hollersbach im Pinzgau              | 1080,88      |
| Weitgassfeldalpe                                      | Forstau                             | 79,50        |
| Weitschen- oder Golitschenalpe                        | Tweng                               | 451,70       |
| Wengerau                                              | Werfenweng                          | 157,24       |
| Werfener Bürgerschaftsgründe                          | Werfen                              | 139,77       |
| Widdersbergalpe                                       | Mühlbach am Hochkönig               | 381,60       |
| Wiedneralpe                                           | Bad Hofgastein                      | 235,00       |
| Wiesersberger Hochberg                                | Saalfelden am Steinernen Meer       | 118,02       |
| Wiesleralpe                                           | Sankt Koloman                       | 182,22       |
| Wiesleralpe                                           | Strobl                              | 276,26       |
| Wildalpe                                              | Unken                               | 184,99       |
| Wildalpe oder Hinterglemmer Schattberg                | Saalbach-Hinterglemm                | 167,92       |
| Wildmoos und Ortszeche                                | Sankt Martin bei Lofer              | 17,60        |
| Windbach-Seekaar-Rinderkaar-Alpe                      | Krimml                              | 2640,81      |
| Winklerberg                                           | Saalfelden am Steinernen Meer       | 64,25        |
| Wirpitschalpe                                         | Weißpriach                          | 257,48       |
| Wirtsweide                                            | Hüttschlag                          | 12,48        |
| Wöltinger Schonung                                    | Tamsweg                             | 20,09        |
| Wörtherberg                                           | Rauris                              | 125,05       |
| Wörtherberg - Schattseite                             | Rauris                              | 10,60        |
| Wurfalpe                                              | Wald im Pinzgau                     | 26,77        |
| Wurmwinkl und Khrünnalpe                              | Faistenau                           | 11,79        |
| Zaglauer-Bergalpe                                     | Werfenweng                          | 80,75        |
| Zalinalpe                                             | Mauterndorf                         | 120,09       |
| Zalusenalpe                                           | Muhr                                | 102,11       |
| Zauchenseealpe                                        | Altenmarkt im Pongau                | 711,86       |
| Zeißeck- oder Kartheisalpe                            | Zederhaus                           | 62,69        |
| Zeller Waldgemeinschaft                               | Zell am See                         | 859,08       |
| Zeppezauerötz                                         | Sankt Gilgen                        | 20,07        |
| Zillerbergheimweide                                   | Krispl                              | 119,21       |
| Zinkeneggalpe                                         | Strobl                              | 97,80        |
| Zisterbergalpe                                        | Krispl                              | 168,52       |
| Znachalpe                                             | Weißpriach                          | 900,78       |
| Znotterochsenalpe                                     | Zederhaus                           | 148,81       |
| Zoitzachalpe                                          | Lessach                             | 206,23       |
| Zrieglalpe                                            | Göriach                             | 908,64       |
| Zweiundvierziger Genossenschaft                       | Mariapfarr                          | 49,51        |
| Zwieselalpe                                           | Abtenau                             | 141,73       |

### Steiermark
In der Steiermark gibt es 670 Agrargemeinschaften, die zwischen 3 und 214 Mitglieder haben. Es wird eine Gesamtfläche von 75.000 Hektar von Agrargemeinschaften bewirtschaftet. Im Bezirk Leoben liegt die nach Agrargemeinschaft Nenzing (Vorarlberg) zweitgrößte Agrargemeinschaft Österreichs. Neben den hier genannten Agrargemeinschaften existieren weitere, die teilweise nur mehr wenige 1000 m² groß sind und als „Bauergmoa“ bezeichnet werden, aber ebenfalls als Agrargemeinschaft im Grundbuch eingetragen sind, so z. B. in Graschuh oder in Pichling bei Stainz die „Pessneurather oder Pepsneurather Bauerngmein“. Eine größere dieser Art von Agrargemeinschaften ist die Gemeinalpe in Klosterwinkel am Hang des Schwarzkogels mit 22 ha. Bei diesen Gemeinschaften handelt es sich um Reste früherer Allmenden, die ihre ursprünglichen Zwecke wegen Kleinheit, Verwaldung usw. nicht mehr erfüllen können. Über diese Gemeinschaften laufen Aufteilungsverfahren bei der Agrarbehörde der Steiermark, durch welche die Grundstücke auf die einzelnen Miteigentümer aufgeteilt und die Gemeinschaften aufgelassen werden sollen.
Flächenangaben im Eigentum der jeweiligen Agrargemeinschaft auf Hektar gerundet:
| Bezeichnung                                   | Gemeinde                          | Fläche in ha |
| --------------------------------------------- | --------------------------------- | ------------ |
| Aich                                          | Aich                              | 1.047,00     |
| Aich-Aiglern                                  | Aigen im Ennstal                  | 188,00       |
| Aigelsbrunnalpe                               | Wald am Schoberpaß                | 270,00       |
| Allgäuer Schattseitenberg                     | Sankt Georgen am Kreischberg      | 37,00        |
| Alpl am Preber                                | Krakau                            | 490,00       |
| Altenbergergmoa                               | Frohnleiten                       | 92,00        |
| Assach                                        | Aich                              | 325,00       |
| Auberg                                        | Aich                              | 70,00        |
| Auenberg                                      | Stadl-Predlitz                    | 47,00        |
| Äußere Plöschnitzalmwaldung                   | Aich                              | 170,00       |
| Baierdorfberg                                 | Schöder                           | 356,00       |
| Bärenfeichtenalm                              | Wörschach                         | 87,00        |
| Binder-Graden                                 | Köflach                           | 64,00        |
| Birnberg                                      | Haus                              | 96,00        |
| Bodendorfer Gemeindeberg                      | Sankt Georgen am Kreischberg      | 117,00       |
| Bothen-Müller- und Schachenwald               | Seckau                            | 13,00        |
| Breitlangalpe                                 | Sölk                              | 258,00       |
| Bretterwald                                   | Obdach                            | 45,00        |
| Bründl-Alpe                                   | Sankt Kathrein am Offenegg        | 47,00        |
| Brunnalm-Veitsch                              | Sankt Barbara im Mürztal          | 116,00       |
| Bürgerliche Forst- und Almgemeinschaft Aflenz | Aflenz                            | 925,00       |
| Bürgerliche Forstkommune Mariazell            | Mariazell                         | 1.222,00     |
| Deuchendorf                                   | Kapfenberg                        | 16,00        |
| Diemlern                                      | Mitterberg-Sankt Martin           | 23,00        |
| Diemlern - Niederstuttern                     | Mitterberg-Sankt Martin           | 791,00       |
| Dörfleralpe                                   | Sankt Georgen am Kreischberg      | 237,00       |
| Duregg                                        | Ramsau am Dachstein               | 232,00       |
| Ebenwald                                      | Stadl-Predlitz                    | 118,00       |
| Ebnerberg-Jaueregg-Altreiter                  | Sölk                              | 162,00       |
| Edergmein                                     | Sölk                              | 88,00        |
| Eiblalm                                       | Turnau                            | 36,00        |
| Einötzen                                      | Stadl-Predlitz                    | 853,00       |
| Eisenerzer Waldgenossenschaft                 | Eisenerz                          | 1.687,00     |
| Ennslingwald                                  | Gröbming                          | 168,00       |
| Erlsberg                                      | Irdning-Donnersbachtal            | 27,00        |
| Etrachberg                                    | Krakau                            | 382,00       |
| Farracher Waldgenossenschaft                  | Sankt Marein-Feistritz            | 69,00        |
| Fastenberg                                    | Schladming                        | 544,00       |
| Feistkar                                      | Ramsau am Dachstein               | 216,00       |
| Feistritzalm                                  | Oberwölz                          | 257,00       |
| Feistritzgraben - Rothenthurm                 | Sankt Peter ob Judenburg          | 541,00       |
| Fentsch (Unterer Aichberg)                    | Sankt Marein-Feistritz            | 33,00        |
| Fieglerberg (Sattelalm)                       | Krakau                            | 116,00       |
| Fischern                                      | Aigen im Ennstal                  | 122,00       |
| Fleißnkar                                     | Sölk                              | 28,00        |
| Fölz                                          | Thörl                             | 386,00       |
| Freiberg-Zlem                                 | Stainach-Pürgg                    | 72,00        |
| Freiländeralm                                 | Deutschlandsberg                  | 684,00       |
| Freisinggraben                                | Bärnbach                          | 143,00       |
| Freiwald                                      | Oberwölz                          | 20,00        |
| Fritzalm                                      | Tragöß-Sankt Katharein            | 44,00        |
| Gaishorn                                      | Gaishorn am See                   | 401,00       |
| Gams                                          | Deutschlandsberg                  | 114,00       |
| Gatschberg                                    | Sölk                              | 188,00       |
| Gemeinschaft Gut Landschach                   | Knittelfeld                       | 170,00       |
| Georgner Kühberg                              | Sankt Georgen am Kreischberg      | 28,00        |
| Gerstreitalpe                                 | Irdning-Donnersbachtal            | 82,00        |
| Giglachalpe                                   | Schladming                        | 622,00       |
| Gmoa-Herzogberg                               | Sankt Lorenzen im Mürztal         | 11,00        |
| Gnanitzalpe                                   | Stainach-Pürgg                    | 87,00        |
| Gössenberg                                    | Aich                              | 176,00       |
| Gößnitz                                       | Maria Lankowitz                   | 429,00       |
| Gr. Kerschbaumhalt                            | Sankt Kathrein am Offenegg        | 82,00        |
| Grafenbergalpe                                | Haus                              | 1.094,00     |
| Graualm (Aflenzer Staritzenalpe)              | Turnau                            | 367,00       |
| Greimwiese                                    | St. Peter am Kammersberg          | 79,00        |
| Gröndahlalm                                   | Sankt Margarethen bei Knittelfeld | 40,00        |
| Großlachtal                                   | Oberwölz                          | 377,00       |
| Großwilfersdorf                               | Großwilfersdorf                   | 28,00        |
| Grünwaldkaralpe                               | Irdning-Donnersbachtal            | 31,00        |
| Gsengegg                                      | Schladming                        | 1.154,00     |
| Gumpenalpe                                    | Sölk                              | 279,00       |
| Gumpenbergwald                                | Haus                              | 137,00       |
| Gumpental u. Perfallalpe                      | Haus                              | 222,00       |
| Hackenalm                                     | Turnau                            | 47,00        |
| Halseggalpe                                   | Öblarn                            | 39,00        |
| Halseralpe                                    | Oberwölz                          | 293,00       |
| Heulantschhalt                                | Fladnitz an der Teichalm          | 41,00        |
| Hintere Möschbachalpe                         | Irdning-Donnersbachtal            | 331,00       |
| Hintere Pölsenalm                             | Pusterwald                        | 145,00       |
| Hintere Roßalpe                               | Oberwölz                          | 153,00       |
| Hintereggalpe                                 | Liezen                            | 185,00       |
| Hirschegg-Piber                               | Hirschegg-Pack                    | 798,00       |
| Hirschegg-Rein                                | Hirschegg-Pack                    | 799,00       |
| Hochalm (Hochalbl)                            | Oberwölz                          | 149,00       |
| Hochbundschuh                                 | Maria Lankowitz                   | 54,00        |
| Hochneualpe                                   | Schladming                        | 413,00       |
| Hochveitschalpe (Hohe Veitsch)                | Sankt Barbara im Mürztal          | 680,00       |
| Hochwildkar                                   | Schladming                        | 376,00       |
| Hofalpe                                       | Obdach                            | 317,00       |
| Hohenauer Bauern                              | Passail                           | 125,00       |
| Hörzergut                                     | Langenwang                        | 31,00        |
| Hühnerbachalm II                              | Oberwölz                          | 379,00       |
| Hütbodenhalt                                  | Passail                           | 15,00        |
| Igelsfeldalpe                                 | Ardning                           | 129,00       |
| Interhüttenalpe                               | Stainach-Pürgg                    | 228,00       |
| Jobst                                         | Bad Blumau                        | 12,00        |
| Kainach                                       | Kainach bei Voitsberg             | 23,00        |
| Kaltenbach                                    | Sölk                              | 309,00       |
| Kammergut Weißkirchen                         | Weißkirchen in Steiermark         | 38,00        |
| Kamp                                          | Ramsau am Dachstein               | 127,00       |
| Keuschlerberg                                 | Bad Loipersdorf                   | 24,00        |
| Klausalpe                                     | Schladming                        | 238,00       |
| Klausnerberg                                  | Krakau                            | 285,00       |
| Klefererwald                                  | Radmer                            | 90,00        |
| Klein-Heulantschhalt                          | Fladnitz an der Teichalm          | 37,00        |
| Kletschachalpe                                | Proleb                            | 318,00       |
| Knallalpe                                     | Sölk                              | 184,00       |
| Kohlschwarz                                   | Kainach bei Voitsberg             | 383,00       |
| Kommunalgut Kirchenkogel                      | Tragöß-Sankt Katharein            | 23,00        |
| Kommune Jauring                               | Aflenz                            | 822,00       |
| Köppel                                        | Sankt Lorenzen am Wechsel         | 18,00        |
| Kotzalm                                       | Bruck an der Mur                  | 91,00        |
| Krahberghüttenalpe                            | Schladming                        | 65,00        |
| Krakaudorfer Gemeindeberg                     | Krakau                            | 1.300,00     |
| Kranzbach                                     | Mitterberg-Sankt Martin           | 16,00        |
| Kraubatheckalpe                               | Sankt Stefan ob Leoben            | 125,00       |
| Kräuteralm                                    | Stadl-Predlitz                    | 150,00       |
| Kriechenlee-Bauern                            | Passail                           | 38,00        |
| Krieglhube                                    | Köflach                           | 116,00       |
| Kumpitzwaldung                                | Seckau                            | 116,00       |
| Labeckalpe                                    | Aich                              | 148,00       |
| Lahngangalm                                   | Grundlsee                         | 32,00        |
| Langpoltenalpe                                | Liezen                            | 288,00       |
| Lecherkaralpe                                 | Irdning-Donnersbachtal            | 149,00       |
| Lengdorf                                      | Mitterberg-Sankt Martin           | 76,00        |
| Lengdorfberg                                  | Mitterberg-Sankt Martin           | 350,00       |
| Leobner Realgemeinschaft                      | Leoben                            | 6.320,00     |
| Lessern                                       | Stainach-Pürgg                    | 53,00        |
| Liezen                                        | Liezen                            | 1.221,00     |
| Lindegg                                       | Bad Blumau                        | 34,00        |
| Lonschitz                                     | Thörl                             | 60,00        |
| Lorenzer Gemeindeberg                         | Sankt Georgen am Kreischberg      | 140,00       |
| Lorihube                                      | Maria Lankowitz                   | 116,00       |
| Luser- u. Stanglalm                           | Ramsau am Dachstein               | 31,00        |
| Lutzmannsdorfer Gemeindegut                   | Sankt Georgen am Kreischberg      | 10,00        |
| Lutzmannsdorfer Ochsenberg                    | Sankt Georgen am Kreischberg      | 187,00       |
| Maditzenkaralpe                               | Sölk                              | 46,00        |
| Malleistenalpe                                | Krieglach                         | 49,00        |
| Maralm                                        | Haus                              | 319,00       |
| Mautern                                       | Mautern                           | 368,00       |
| Michaelerberg                                 | Michaelerberg-Pruggern            | 396,00       |
| Michl-Irling-Alpe                             | Irdning-Donnersbachtal            | 210,00       |
| Mitterberg                                    | Krakau                            | 151,00       |
| Mitteregg (Freiwald i.d.G.)                   | Aigen im Ennstal                  | 54,00        |
| Mitterturrachalpe                             | Stadl-Predlitz                    | 115,00       |
| Mochler Gemeindegründe                        | Kammern im Liesingtal             | 15,00        |
| Mosergut                                      | Krieglach                         | 99,00        |
| Mugelalpe                                     | Niklasdorf                        | 250,00       |
| Mühlbachgrabengmein                           | Aich                              | 21,00        |
| Neudeggalpe                                   | Schladming                        | 162,00       |
| Neustadtalpe                                  | Ramsau am Dachstein               | 274,00       |
| Niederblasenaple                              | Bad Mitterndorf                   | 88,00        |
| Niederhofen                                   | Stainach-Pürgg                    | 81,00        |
| Niederhüttenalpe                              | Wörschach                         | 348,00       |
| Niederöblarn                                  | Öblarn                            | 234,00       |
| Obdacher Bürgerschaft                         | Obdach                            | 670,00       |
| Oberbergeralm                                 | Neumarkt in der Steiermark        | 172,00       |
| Oberer Hartwald                               | Seckau                            | 194,00       |
| Oberorter Gmein                               | Tragöß-Sankt Katharein            | 311,00       |
| Ochsengschern                                 | Oberwölz                          | 229,00       |
| Ochsenschlagalpe                              | Ardning                           | 28,00        |
| Ochsenweide                                   | Krakau                            | 168,00       |
| Ödernalpe                                     | Bad Mitterndorf                   | 361,00       |
| Ofnachwaldung                                 | Schladming                        | 52,00        |
| Ortschaft Pruggern                            | Michaelerberg-Pruggern            | 54,00        |
| Osterer Alpe (Missithul Alpe)                 | Turnau                            | 128,00       |
| Passail                                       | Passail                           | 178,00       |
| Payeralpe                                     | Stadl-Predlitz                    | 293,00       |
| Petersberg                                    | Aich                              | 190,00       |
| Petschkaalm                                   | Stadl-Predlitz                    | 269,00       |
| Piberegg                                      | Köflach                           | 90,00        |
| Pichla                                        | Sankt Peter am Ottersbach         | 23,00        |
| Pichlerberg                                   | Stadl-Predlitz                    | 187,00       |
| Pischkalpe                                    | Bruck an der Mur                  | 59,00        |
| Planalpe                                      | Weißkirchen in Steiermark         | 395,00       |
| Plan-Alpe                                     | Sankt Kathrein am Offenegg        | 35,00        |
| Planneralpe                                   | Irdning-Donnersbachtal            | 353,00       |
| Plotscheralpe                                 | Aigen im Ennstal                  | 248,00       |
| Pockstallerhof                                | Gratwein-Straßengel               | 31,00        |
| Pogier                                        | Kapfenberg                        | 13,00        |
| Posergmein                                    | Sölk                              | 108,00       |
| Preunegg                                      | Schladming                        | 167,00       |
| Probster Alpenwald                            | Sankt Lambrecht                   | 139,00       |
| Prossen und Kesselwaldung                     | Eisenerz                          | 29,00        |
| Pruggererberg                                 | Michaelerberg-Pruggern            | 179,00       |
| Pürgg                                         | Stainach-Pürgg                    | 33,00        |
| Rabenkogel                                    | Haus                              | 57,00        |
| Rainberg-Gaisberg                             | Neumarkt in der Steiermark        | 50,00        |
| Ramberg und Gulsenwald                        | Sankt Marein-Feistritz            | 385,00       |
| Rammertal                                     | Öblarn                            | 464,00       |
| Rantenalpe                                    | Krakau                            | 983,00       |
| Ranzenkaralpe                                 | Aigen im Ennstal                  | 446,00       |
| Ratschfelderberg                              | Ranten                            | 44,00        |
| Rattenberger Schlaghalt                       | Fohnsdorf                         | 129,00       |
| Rauschalm                                     | Turnau                            | 239,00       |
| Rebenstein                                    | Haus                              | 17,00        |
| Reinberg                                      | Sankt Lorenzen am Wechsel         | 53,00        |
| Rittis                                        | Ramsau am Dachstein               | 473,00       |
| Rosenkogel                                    | Pölstal                           | 67,00        |
| Roßbach-St. Oswald                            | Gaal                              | 807,00       |
| Rössingkogel                                  | Haus                              | 42,00        |
| Ruppersdorf                                   | Söchau                            | 12,00        |
| Sacherseealpe                                 | Sölk                              | 85,00        |
| Sattelgmein - Ochsenalm                       | Stadl-Predlitz                    | 159,00       |
| Sattental                                     | Michaelerberg-Pruggern            | 515,00       |
| Sattental-Schneetalalpe                       | Michaelerberg-Pruggern            | 545,00       |
| Schatteisner-Zapfl                            | Maria Lankowitz                   | 56,00        |
| Schießlingalm                                 | Aflenz                            | 129,00       |
| Schildenwang und Blankenalpe                  | Haus                              | 845,00       |
| Schladmingeralpe                              | Michaelerberg-Pruggern            | 305,00       |
| Schlagalm                                     | Aigen im Ennstal                  | 179,00       |
| Schloßberg                                    | Aigen im Ennstal                  | 60,00        |
| Schneehitzalpe                                | Wörschach                         | 73,00        |
| Schöderberg                                   | Schöder                           | 202,00       |
| Schöderwinkelalm                              | Schöder                           | 398,00       |
| Schönthalalpe                                 | Gaal                              | 63,00        |
| Schreinergut                                  | Turnau                            | 144,00       |
| Schrottalpe                                   | Frohnleiten                       | 80,00        |
| Seckauer Waldgenossenschaft                   | Seckau                            | 803,00       |
| Seeberg-Alpe                                  | Turnau                            | 221,00       |
| Seewigtal                                     | Aich                              | 380,00       |
| Söchau                                        | Söchau                            | 10,00        |
| Sommeralpe                                    | Sankt Kathrein am Offenegg        | 180,00       |
| Sommerau                                      | Spital am Semmering               | 30,00        |
| Sonnleitneralm                                | Sankt Margarethen bei Knittelfeld | 37,00        |
| Sonnwendwald                                  | Seckau                            | 34,00        |
| St. Georgen                                   | Rottenmann                        | 44,00        |
| St. Lorenzen                                  | Trieben                           | 161,00       |
| St. Martin                                    | Mitterberg-Sankt Martin           | 670,00       |
| St. Nikolai                                   | Sölk                              | 84,00        |
| St. Gallen                                    | St. Gallen                        | 43,00        |
| Stadlofen-Jaueregg                            | Sölk                              | 78,00        |
| Stainach                                      | Stainach-Pürgg                    | 395,00       |
| Starnalpe                                     | Haus                              | 545,00       |
| Staudach                                      | Greinbach                         | 10,00        |
| Steinbach-Veitsch                             | Sankt Barbara im Mürztal          | 200,00       |
| Steinkoglalpe                                 | Sankt Kathrein am Offenegg        | 54,00        |
| Stoiringalm                                   | Stainach-Pürgg                    | 43,00        |
| Strickeralpe                                  | Sölk                              | 554,00       |
| Strimitzen                                    | Ramsau am Dachstein               | 13,00        |
| Strimitzen                                    | Mitterberg-Sankt Martin           | 20,00        |
| Sulmberg oder Gsulberg                        | Fladnitz an der Teichalm          | 92,00        |
| Tauplitz                                      | Bad Mitterndorf                   | 243,00       |
| Tauplitzalm                                   | Bad Mitterndorf                   | 384,00       |
| Terenbachalpe                                 | Köflach                           | 295,00       |
| Thorriesenalpe                                | Liezen                            | 38,00        |
| Tipschern-Prenten                             | Mitterberg-Sankt Martin           | 151,00       |
| Treglwang                                     | Gaishorn am See                   | 343,00       |
| Trieben                                       | Trieben                           | 200,00       |
| Trofaiacher Wald- und Wirtschaftsgemeinschaft | Trofaiach                         | 409,00       |
| Tuchmoaralpe                                  | Sölk                              | 846,00       |
| Turnauer Alpe                                 | Turnau                            | 198,00       |
| Tyrnauer Almgemeinschaft                      | Fladnitz an der Teichalm          | 48,00        |
| Untere Plöschnitzalpe                         | Sölk                              | 336,00       |
| Untere Rothaide                               | Obdach                            | 143,00       |
| Unterer Lutzmannsdorfer Kühberg               | Sankt Georgen am Kreischberg      | 83,00        |
| Unterrohr                                     | Rohr bei Hartberg                 | 34,00        |
| Unzmarkter Bürgerwald                         | Unzmarkt-Frauenburg               | 246,00       |
| Ursprungalpe                                  | Schladming                        | 863,00       |
| Vordere Roßalm                                | Oberwölz                          | 202,00       |
| Vordere Striegleralm                          | Sölk                              | 294,00       |
| Vorderhütten                                  | Stadl-Predlitz                    | 656,00       |
| Vorderleiten                                  | Sankt Lorenzen bei Knittelfeld    | 383,00       |
| Waldalpe                                      | Langenwang                        | 48,00        |
| Waldgenossenschaft St. Margarethen            | Sankt Margarethen bei Knittelfeld | 226,00       |
| Waldhornalpe                                  | Schladming                        | 1.061,00     |
| Wald-Realgemeinschaft Commune Kalwang         | Kalwang                           | 629,00       |
| Weinmeisterboden                              | Sankt Marein-Feistritz            | 1.186,00     |
| Weißenbach                                    | Haus                              | 402,00       |
| Weite Alm                                     | Mühlen                            | 484,00       |
| Weyern                                        | Gröbming                          | 120,00       |
| Weyer-Rossegg                                 | Bruck an der Mur                  | 64,00        |
| Winkler - Kühbrand                            | Stadl-Predlitz                    | 127,00       |
| Wörschach                                     | Wörschach                         | 323,00       |
| Zaimwaldung                                   | Schladming                        | 35,00        |

### Tirol
Daten über Agrargemeinschaften im Bundesland Tirol können hier nicht veröffentlicht werden, weil dort dagegen Bedenken aus Gründen des Datenschutzes bestehen. Entsprechende Informationen liegen dem Tiroler Gemeindeverband aber vor.

### Vorarlberg
Stand 10. Februar 2010. Die Liste umfasst Agrargemeinschaften mit einer Fläche von mindestens zehn Hektar (Flächen sind in Hektar angegeben und auf Ar gerundet). In der Spalte „Gemeinde(n)“ sind jene (politischen) Gemeinden angegeben, in denen die Flächen der Agrargemeinschaften liegen. Mehr als 50 % der Vorarlberger Landesfläche stehen im Besitz von agrarischen Gemeinschaften. Agrargemeinschaft Nenzing ist die flächenmäßig größte Agrargemeinschaft Österreichs.
| Bezeichnung                                                                     | Gemeinde(n)                        | Fläche in ha |
| ------------------------------------------------------------------------------- | ---------------------------------- | ------------ |
| Abtsberger Wald                                                                 | Egg                                | 65,28        |
| Äfin-Vorderkriegböden                                                           | Fontanella und Au                  | 230,28       |
| Ahorn u. Feurstein                                                              | Au                                 | 187,22       |
| Ahorn und Galtsuttis                                                            | Mellau                             | 236,24       |
| Allmein Bartholomäberg                                                          | Bartholomäberg                     | 538,82       |
| Almisgunten                                                                     | Bezau                              | 121,34       |
| Älpele                                                                          | Mittelberg                         | 53,24        |
| Alpgenossenschaft Stuben                                                        | Klösterle                          | 525,68       |
| Alpila                                                                          | Thüringerberg                      | 129,08       |
| Alpila                                                                          | Tschagguns                         | 251,23       |
| Alpweg                                                                          | Laterns                            | 12,18        |
| Altgemeinde Altenstadt                                                          | Feldkirch                          | 1.681,57     |
| Altgerach                                                                       | Laterns                            | 171,56       |
| Althornbach                                                                     | Schoppernau                        | 162,68       |
| Altschätz                                                                       | Tschagguns                         | 323,53       |
| Amanns-Alpe                                                                     | Mittelberg                         | 60,03        |
| Andlis-Brongen                                                                  | Egg                                | 54,32        |
| Annalp-Neugunten-Gaislitten                                                     | Au                                 | 431,35       |
| Argenwald                                                                       | Au                                 | 178,52       |
| Armengemach-Hinterteil (Vorsäß)                                                 | Schoppernau                        | 20,32        |
| Armengemach-Vorderteil                                                          | Schoppernau                        | 23,33        |
| Auen-Ifen                                                                       | Mittelberg                         | 415,85       |
| Ausschlag Garfreschen                                                           | St. Gallenkirch                    | 156,60       |
| Ausschlag Innertafamunt                                                         | Gaschurn                           | 207,28       |
| Ausschlag Montiel                                                               | St. Gallenkirch                    | 206,37       |
| Ausschlag Netzen                                                                | St. Gallenkirch                    | 71,38        |
| Äußere Bödmen                                                                   | Fontanella                         | 39,26        |
| Äußere Ischkarnei                                                               | Sonntag                            | 339,16       |
| Außer-Gampaping                                                                 | St. Gallenkirch                    | 27,92        |
| Außer-Ganifer                                                                   | Gaschurn                           | 58,12        |
| Außergweil                                                                      | St. Gallenkirch                    | 138,44       |
| Außerkuhgehren                                                                  | Mittelberg                         | 84,16        |
| Außertürtsch                                                                    | Fontanella                         | 268,02       |
| Bärgunt                                                                         | Mittelberg                         | 595,81       |
| Bartholomäus Alpe                                                               | Fontanella                         | 102,33       |
| Beckenwald                                                                      | Laterns                            | 33,09        |
| Bella                                                                           | Gaschurn                           | 28,18        |
| Berbigen-Vorsäß                                                                 | Au                                 | 46,71        |
| Berg-Burg                                                                       | Lech                               | 51,27        |
| Berger Alpe                                                                     | Lech                               | 259,17       |
| Berhalden                                                                       | Bezau                              | 15,28        |
| Berlingers-Bröngele                                                             | Egg                                | 22,60        |
| Beschling-Latz                                                                  | Nenzing                            | 1.205,35     |
| Blattenbühel                                                                    | Schwarzenberg                      | 10,99        |
| Bleichten/Stallau                                                               | Mellau und Andelsbuch              | 242,14       |
| Blendolma oder Stechlis Maiensäss                                               | St. Gallenkirch                    | 29,88        |
| Bludesch                                                                        | Bludesch                           | 258,21       |
| Bockshang                                                                       | Dornbirn                           | 117,78       |
| Boden                                                                           | Au                                 | 120,85       |
| Bofa                                                                            | Gaschurn                           | 67,36        |
| Brand                                                                           | Bezau                              | 18,80        |
| Brand                                                                           | Damüls                             | 42,16        |
| Breitenalpe                                                                     | Schoppernau                        | 210,96       |
| Brendler-Godlachen                                                              | Au                                 | 161,57       |
| Brüggele                                                                        | Brand                              | 361,56       |
| Bühlen (Vorsäß)                                                                 | Schnepfau                          | 31,08        |
| Bürgergemeinschaft Klaus                                                        | Klaus                              | 286,72       |
| Bürgergemeinschaft Meiningen                                                    | Meiningen                          | 316,36       |
| Bürgergemeinschaft Rankweil                                                     | Rankweil                           | 1.287,03     |
| Bürgergemeinschaft Röthis                                                       | Röthis                             | 1.008,35     |
| Bürgergemeinschaft Weiler                                                       | Weiler                             | 237,09       |
| Bürs                                                                            | Bürs                               | 2.006,35     |
| Bürstegg                                                                        | Lech                               | 92,07        |
| Bürstegger Wald                                                                 | Lech                               | 55,87        |
| Bullersch                                                                       | Egg                                | 82,44        |
| Derren                                                                          | Mittelberg                         | 236,88       |
| Dös                                                                             | Mellau                             | 74,10        |
| Dosegg, Hangalpe und Nesselfluh                                                 | Mellau                             | 123,25       |
| Dünserberg                                                                      | Dünserberg                         | 68,69        |
| Ebnit                                                                           | Dornbirn                           | 137,84       |
| Eggatsberg                                                                      | Egg                                | 42,19        |
| Eggen                                                                           | Brand                              | 20,59        |
| Els                                                                             | Nüziders                           | 253,28       |
| Elsenalpe                                                                       | Damüls                             | 61,65        |
| Emser Alpen                                                                     | Hohenems und Dornbirn              | 492,88       |
| Engerle-Ebera                                                                   | Lech                               | 54,07        |
| Erlen-Korb                                                                      | Au                                 | 184,50       |
| Fahren-Ziersch                                                                  | Vandans                            | 211,32       |
| Falz                                                                            | Schoppernau                        | 160,67       |
| Fatnella                                                                        | Fontanella                         | 185,47       |
| Felle                                                                           | Schröcken                          | 148,31       |
| Feller-Wald                                                                     | Schröcken                          | 49,29        |
| Flüher Alp                                                                      | Lech                               | 211,85       |
| Formarin/Radona                                                                 | Dalaas                             | 1.453,12     |
| Fornawaldung-Innere                                                             | Tschagguns                         | 28,75        |
| Frassenwald                                                                     | Raggal                             | 280,60       |
| Frastafeders                                                                    | Frastanz                           | 13,45        |
| Frastanz (Palüd, Amerlug, Gaudenza, Älpele, Sarojen, Garsellen, Gavadura, Bazo) | Brand und Frastanz                 | 720,31       |
| Fratte                                                                          | Schruns                            | 101,34       |
| Fresch (Faneskla)                                                               | Silbertal                          | 442,96       |
| Fresch (Faneskla)                                                               | Silbertal                          | 1.051,24     |
| Gaden-Madona                                                                    | Sonntag                            | 459,66       |
| Gafluna                                                                         | Silbertal                          | 1.387,65     |
| Gaisbühel                                                                       | Lech                               | 174,40       |
| Gaißberg (Schafberg)                                                            | Warth                              | 117,88       |
| Gaißkopf (Vorsäß)                                                               | Schwarzenberg                      | 20,01        |
| Galt-Burst                                                                      | Hittisau                           | 128,17       |
| Galtöde-Galtochsenhof                                                           | Mittelberg                         | 155,37       |
| Gampaping                                                                       | St. Gallenkirch                    | 194,18       |
| Gampelün                                                                        | Frastanz                           | 61,50        |
| Gargellen                                                                       | St. Gallenkirch                    | 615,06       |
| Gargellener Ausschlag                                                           | St. Gallenkirch                    | 44,69        |
| Garnera                                                                         | Gaschurn                           | 1.894,24     |
| Garnitza                                                                        | Laterns                            | 163,24       |
| Gassneralpe                                                                     | St. Gerold                         | 136,23       |
| Gaut-Litten-Schneeloch                                                          | Au                                 | 171,68       |
| Gavar                                                                           | Innerbraz                          | 55,08        |
| Geiersberg                                                                      | Schröcken                          | 165,17       |
| Gemeine Brongen u.Tristen                                                       | Egg                                | 130,95       |
| Gemeinen Berg                                                                   | Au                                 | 12,08        |
| Gemstel-Schönesboden                                                            | Mittelberg                         | 232,38       |
| Gesers-Tobel                                                                    | Bezau                              | 56,50        |
| Gmeind                                                                          | Schwarzenberg                      | 31,81        |
| Gmeiner Lappach                                                                 | Hittisau                           | 38,36        |
| Golm                                                                            | Tschagguns                         | 223,90       |
| Gortipohl                                                                       | St. Gallenkirch                    | 12,78        |
| Götzis                                                                          | Götzis                             | 321,46       |
| Grandau                                                                         | St. Gallenkirch                    | 83,12        |
| Gräsalp                                                                         | Schoppernau                        | 365,47       |
| Gretsch                                                                         | Silbertal                          | 309,41       |
| Große Viehweide Mellau                                                          | Mellau                             | 92,33        |
| Grunholz                                                                        | Au                                 | 34,79        |
| Gschwend                                                                        | Bezau                              | 11,12        |
| Gstüt                                                                           | Lech                               | 464,13       |
| Gumpen (Unter- und Obergumpen)                                                  | Fontanella                         | 155,42       |
| Gunzmoos-Obermörzel                                                             | Dornbirn                           | 154,40       |
| Gweil                                                                           | St. Gallenkirch                    | 58,42        |
| Halden                                                                          | Bezau                              | 957,40       |
| Hammeratsberg                                                                   | Egg                                | 19,33        |
| Haslach                                                                         | Dornbirn                           | 73,76        |
| Hauser                                                                          | Mellau                             | 140,95       |
| Heimberg-Pisi-Häfen                                                             | Schoppernau                        | 280,30       |
| Helbockstobel                                                                   | Egg und Bezau                      | 146,51       |
| Heuberg                                                                         | Innerbraz                          | 113,73       |
| Hinterberg                                                                      | Schoppernau                        | 44,08        |
| Hintere Bödmen                                                                  | Fontanella                         | 77,39        |
| Hintere Stellen                                                                 | Egg                                | 43,87        |
| Hinteregg-Hinterteil                                                            | Bezau                              | 76,85        |
| Hinteregg-Vorderteil                                                            | Bizau                              | 202,82       |
| Hintere-Niedere                                                                 | Andelsbuch                         | 53,85        |
| Hinterfirst                                                                     | Au                                 | 81,65        |
| Hintergant I                                                                    | Innerbraz                          | 15,55        |
| Hinterhopfreben                                                                 | Schoppernau                        | 147,28       |
| Hinterjoch                                                                      | Frastanz                           | 65,22        |
| Hinterkamm                                                                      | Blons                              | 139,89       |
| Hintermellen                                                                    | Dornbirn                           | 165,01       |
| Hinterries                                                                      | Sibratsgfäll                       | 57,64        |
| Hinter-Sifratshütten                                                            | Bezau                              | 63,97        |
| Hinterüntschen                                                                  | Schoppernau                        | 180,84       |
| Hirschau                                                                        | Schnepfau                          | 30,62        |
| Hirschauer-Enge                                                                 | Schnepfau                          | 34,15        |
| Hirschberg (Unter-, Mittel-, Oberhirschberg, Grebers Hirschberg)                | Bizau und Schnepfau                | 248,71       |
| Hochälpele                                                                      | Schwarzenberg                      | 85,93        |
| Hochvorsäß                                                                      | Mellau                             | 38,21        |
| Hofen u. Einlis                                                                 | Frastanz                           | 447,29       |
| Hohenweiler                                                                     | Hohenweiler                        | 55,90        |
| Holderegg-Schreibere                                                            | Bezau                              | 92,47        |
| Hora                                                                            | Tschagguns                         | 172,18       |
| Huber Alpe                                                                      | Warth                              | 77,64        |
| Hütten                                                                          | Schwarzenberg                      | 24,23        |
| Hüttnerberg                                                                     | St. Gallenkirch                    | 16,40        |
| Ibau                                                                            | Gaschurn                           | 896,11       |
| Ifer                                                                            | Egg                                | 966,04       |
| Ifersgunten                                                                     | Egg                                | 462,57       |
| In den Argen (Gemeine Argen)                                                    | Au                                 | 45,11        |
| Inner Zugeralpe                                                                 | Lech                               | 322,27       |
| Innerbraz                                                                       | Innerbraz                          | 847,62       |
| Innere Ischkarnei                                                               | Sonntag                            | 193,86       |
| Innere Tura u. Stierhof                                                         | Mittelberg                         | 153,41       |
| Inner-Gampaping                                                                 | St. Gallenkirch                    | 41,74        |
| Innergweil                                                                      | St. Gallenkirch                    | 299,12       |
| Innerkapell                                                                     | Silbertal                          | 190,22       |
| Innerwestegg                                                                    | Mittelberg                         | 87,51        |
| Jägerswald-Wies                                                                 | Dornbirn und Götzis                | 176,02       |
| Kälberboden                                                                     | Schoppernau                        | 19,16        |
| Kanis                                                                           | Mellau                             | 340,61       |
| Karlis                                                                          | Brand                              | 11,58        |
| Kassa-Wildmoos                                                                  | Bezau                              | 79,31        |
| Kehlegger Viehweide                                                             | Dornbirn                           | 55,13        |
| Klausberg-Vorderstück                                                           | Schwarzenberg                      | 115,64       |
| Klesenza                                                                        | Sonntag                            | 847,70       |
| Knechts Älpele                                                                  | Mittelberg                         | 88,36        |
| Kobel und Obersehren                                                            | Dornbirn                           | 186,71       |
| Kohler                                                                          | Au                                 | 13,91        |
| Körb                                                                            | Schröcken                          | 380,16       |
| Laguz                                                                           | Raggal                             | 966,30       |
| Landamann-Ochsenhof                                                             | Egg                                | 81,97        |
| Latons                                                                          | Bartholomäberg                     | 263,08       |
| Lebernau                                                                        | Au                                 | 33,19        |
| Leue                                                                            | Laterns                            | 182,99       |
| Leugehr                                                                         | Andelsbuch                         | 36,88        |
| Lifinar                                                                         | St. Gallenkirch                    | 29,06        |
| Lindach                                                                         | Egg                                | 35,55        |
| Lindach                                                                         | Dornbirn                           | 228,13       |
| Lindenbach                                                                      | Dornbirn                           | 79,19        |
| Lipburgers-Ochsenhof                                                            | Egg                                | 27,74        |
| Litten                                                                          | Bezau                              | 24,11        |
| Lün-Lünersee                                                                    | Vandans                            | 1.093,81     |
| Lustenauer Ries                                                                 | Sibratsgfäll                       | 54,67        |
| Mäder                                                                           | Mäder                              | 61,76        |
| Madlens                                                                         | Zwischenwasser                     | 10,25        |
| Madloch                                                                         | Lech                               | 256,32       |
| Mähren u. Tschingel                                                             | Dalaas                             | 213,67       |
| Maiensäß Malarsch                                                               | Bludenz                            | 57,83        |
| Mason und Zelim Wald                                                            | Innerbraz                          | 22,55        |
| Mason-Bitsche                                                                   | Innerbraz                          | 396,83       |
| Melköde u. Melkochsenhof                                                        | Mittelberg                         | 200,34       |
| Mellenstock (Ablisboden Denz, Grütt)                                            | Bizau                              | 169,12       |
| Metzler (Schwende)                                                              | Damüls                             | 32,07        |
| Meyerles                                                                        | Brand                              | 10,20        |
| Mittel- u. Hinterargen                                                          | Au                                 | 347,29       |
| Mitteldiedams                                                                   | Schoppernau                        | 38,35        |
| Mittelwestegg                                                                   | Mittelberg                         | 89,92        |
| Monzabon                                                                        | Lech                               | 280,19       |
| Müxels Argen-Vorsäß                                                             | Au                                 | 18,80        |
| Nenzigast                                                                       | Klösterle                          | 1.265,85     |
| Nenzing                                                                         | Nenzing                            | 8.156,76     |
| Netzen                                                                          | St. Gallenkirch                    | 643,37       |
| Neu-Alpe                                                                        | Gaschurn                           | 179,17       |
| Neuhornbach                                                                     | Schoppernau                        | 212,34       |
| Nova                                                                            | St. Gallenkirch                    | 875,60       |
| OberAuenfeld                                                                    | Lech                               | 74,61        |
| Oberdamüls                                                                      | Damüls                             | 381,25       |
| Oberdiedams                                                                     | Schoppernau                        | 106,38       |
| Obere                                                                           | Mellau                             | 115,95       |
| Obere Falz                                                                      | Egg                                | 61,55        |
| Oberfelli                                                                       | Bezau                              | 160,50       |
| Oberlatora                                                                      | Viktorsberg                        | 44,03        |
| Oberpartnum                                                                     | Sonntag                            | 209,32       |
| Oberschalzbach                                                                  | Schoppernau                        | 541,85       |
| Ober-Überluth                                                                   | Sonntag                            | 300,72       |
| Ostergunten                                                                     | Bizau                              | 206,75       |
| Ostergunten u. Ödgunten                                                         | Egg                                | 154,94       |
| Oswald                                                                          | Dornbirn                           | 218,88       |
| Otto Hämmerles Erben-Oberlose                                                   | Schwarzenberg und Dornbirn         | 129,43       |
| Pazüel-Tritt                                                                    | Lech                               | 829,45       |
| Pfarr-Maiensäß                                                                  | Brand                              | 11,85        |
| Plansott                                                                        | St. Gerold                         | 206,36       |
| Platzis                                                                         | Vandans                            | 179,69       |
| Pöpiswies                                                                       | Viktorsberg                        | 70,54        |
| Ragaz                                                                           | Damüls                             | 223,63       |
| Rauher Staffel                                                                  | Dalaas                             | 806,41       |
| Rehenberg                                                                       | Egg                                | 92,31        |
| Reuthe                                                                          | Au                                 | 51,42        |
| Riezler-Alpe                                                                    | Mittelberg                         | 134,71       |
| Rona-Alpguess                                                                   | Silbertal                          | 330,96       |
| Rona-Burtscha                                                                   | Bürserberg                         | 701,57       |
| Rongg (samt Maiensäß)                                                           | St. Gallenkirch                    | 182,72       |
| Röns                                                                            | Röns                               | 57,69        |
| Rotenbach (Klausberg-Hinterstück, Rotenbach, Hochstätten)                       | Schwarzenberg                      | 161,35       |
| Rubach                                                                          | Sibratsgfäll                       | 815,28       |
| Ruckgehren                                                                      | Warth                              | 32,64        |
| Rüti                                                                            | St. Gallenkirch                    | 80,83        |
| Sack                                                                            | Au                                 | 78,91        |
| Säckel                                                                          | Au                                 | 172,01       |
| Sack-Gampernest                                                                 | Laterns                            | 245,81       |
| Saluver                                                                         | Laterns                            | 314,39       |
| Sarottla                                                                        | St. Gallenkirch                    | 274,45       |
| Sarottla-Maiensäß                                                               | St. Gallenkirch                    | 43,65        |
| Sasarscha-Manigg                                                                | St. Gallenkirch                    | 111,77       |
| Satz-Kobel                                                                      | Mellau                             | 160,11       |
| Schadona                                                                        | Sonntag, Schröcken und Schoppernau | 1.692,91     |
| Schalzbach (Vorsäß)                                                             | Schoppernau                        | 144,67       |
| Schandang                                                                       | Vandans                            | 20,70        |
| Schattenlagant                                                                  | Brand                              | 824,89       |
| Schlins                                                                         | Schlins                            | 191,64       |
| Schnellvorsäß                                                                   | Reuthe                             | 104,92       |
| Schnepfau                                                                       | Schnepfau                          | 35,11        |
| Schnifis                                                                        | Schnifis                           | 515,80       |
| Schnifisberg                                                                    | Raggal und Dünserberg              | 123,53       |
| Schönenbach                                                                     | Bezau und Bizau                    | 259,18       |
| Schönenberger Wald                                                              | Lech                               | 27,16        |
| Schönenwald                                                                     | Dornbirn                           | 76,49        |
| Schönhalden u. Außerschönhalden                                                 | Hittisau                           | 57,76        |
| Schröfle                                                                        | Lech                               | 25,20        |
| Schwarzenberger Platte                                                          | Hittisau                           | 75,41        |
| Schwende                                                                        | Dornbirn                           | 64,04        |
| Sennewies                                                                       | Zwischenwasser                     | 15,58        |
| Sentum                                                                          | Blons                              | 132,91       |
| Seppen Abtsberg und Alpe Hochweißenberg                                         | Egg                                | 49,15        |
| Sera                                                                            | Blons                              | 340,53       |
| Sonderdach                                                                      | Bezau                              | 64,30        |
| Sonnenbergerwald                                                                | Schröcken                          | 116,02       |
| Sonnenlagant                                                                    | Brand                              | 220,57       |
| Spora                                                                           | Tschagguns                         | 1.231,23     |
| Spullers-Brazer Staffel                                                         | Dalaas                             | 1.042,41     |
| St. Gerold                                                                      | St. Gerold                         | 358,53       |
| Staffel                                                                         | Fontanella                         | 192,82       |
| Staffelfeder                                                                    | Raggal                             | 49,16        |
| Stallehr                                                                        | Stallehr                           | 107,89       |
| Starzel                                                                         | Mittelberg                         | 107,13       |
| Staufen                                                                         | Dornbirn                           | 54,88        |
| Steffisalpe                                                                     | Warth                              | 96,00        |
| Stein                                                                           | Dalaas                             | 72,48        |
| Stenn                                                                           | Schoppernau                        | 54,67        |
| Steris                                                                          | Sonntag                            | 332,88       |
| Stöcken-Ausschlag                                                               | Silbertal                          | 24,83        |
| Stocklosungsfonds Ludesch                                                       | Ludesch                            | 398,90       |
| Stoggertenn (Stoggertenn, Stoggen, Sattelegg)                                   | Bizau                              | 131,53       |
| Stongen                                                                         | Bezau                              | 70,29        |
| Stongerhöhe                                                                     | Andelsbuch                         | 52,82        |
| Stubenbach                                                                      | Lech                               | 131,70       |
| Stubenbacher Wald                                                               | Lech                               | 71,37        |
| Sulz                                                                            | Sulz                               | 516,20       |
| Suttis (Vorder- und Hintersuttis)                                               | Mellau                             | 244,56       |
| Tanafreida                                                                      | St. Gallenkirch                    | 62,25        |
| Thüringen                                                                       | Thüringen                          | 242,09       |
| Thüringerberg                                                                   | Thüringerberg                      | 290,04       |
| Tiefensee-Klesi                                                                 | Nüziders                           | 176,05       |
| Tiefenwald                                                                      | Fontanella                         | 120,36       |
| Tilisuna                                                                        | Tschagguns                         | 1.138,91     |
| Tisis                                                                           | Feldkirch                          | 141,90       |
| Tobel                                                                           | Au                                 | 178,51       |
| Tonisgemstel und Hinterwilden                                                   | Mittelberg                         | 433,51       |
| Tönner                                                                          | Dalaas                             | 22,22        |
| Tosters                                                                         | Feldkirch                          | 88,54        |
| Treu                                                                            | Schröcken                          | 136,91       |
| Tschöppen                                                                       | Vandans                            | 42,93        |
| Übersaxen                                                                       | Übersaxen                          | 647,93       |
| Üntschele                                                                       | Schoppernau                        | 16,59        |
| Uga                                                                             | Damüls                             | 345,38       |
| Unteralpe                                                                       | Dornbirn                           | 134,49       |
| Unterauenfeld                                                                   | Lech                               | 193,73       |
| Unterberg                                                                       | Bizau                              | 24,50        |
| Unterdamüls                                                                     | Fontanella                         | 240,15       |
| Unterdiedams                                                                    | Schoppernau                        | 98,26        |
| Untere Falz                                                                     | Egg                                | 250,41       |
| Unter-Giebeln (Vorsäß)                                                          | Schnepfau                          | 46,36        |
| Untergüntenstall                                                                | Mellau                             | 87,58        |
| Unterlose                                                                       | Schwarzenberg                      | 27,16        |
| Unterpartnom                                                                    | Sonntag                            | 112,80       |
| Unterröbi                                                                       | St. Gallenkirch                    | 73,67        |
| Unterrohr                                                                       | Reuthe                             | 59,36        |
| Untersehren                                                                     | Dornbirn                           | 166,75       |
| Unter-Überluth                                                                  | Sonntag                            | 151,82       |
| Valleu                                                                          | Bartholomäberg                     | 12,86        |
| Valschaviel                                                                     | Gaschurn                           | 1.282,00     |
| Valzifenz                                                                       | St. Gallenkirch                    | 1.409,05     |
| Vandans                                                                         | Vandans                            | 61,30        |
| Verbella                                                                        | Gaschurn                           | 964,23       |
| Verblei                                                                         | Bartholomäberg                     | 63,67        |
| Vergalden                                                                       | St. Gallenkirch                    | 1.696,49     |
| Versettla                                                                       | Gaschurn                           | 145,75       |
| Viehweide Bersbuch                                                              | Andelsbuch                         | 14,49        |
| Viehweide Gräsalp                                                               | Schoppernau                        | 14,45        |
| Vilifau                                                                         | Vandans                            | 429,23       |
| Vorderberg                                                                      | Schoppernau                        | 74,48        |
| Vordere-Unter-Spitz                                                             | Bezau                              | 43,85        |
| Vorderhopfreben                                                                 | Schoppernau                        | 155,01       |
| Vorderkapell                                                                    | Schruns                            | 321,59       |
| Vordermellen                                                                    | Dornbirn                           | 228,75       |
| Vorder-Sifratshütten                                                            | Bizau                              | 46,95        |
| Vorderstellen                                                                   | Egg                                | 91,15        |
| Vorderüntschen                                                                  | Schoppernau                        | 163,33       |
| Wald                                                                            | Mellau                             | 16,36        |
| Wäldle und Ilgenwald                                                            | Dornbirn                           | 151,51       |
| Waldnutzungsgen. Stuben                                                         | Klösterle                          | 62,04        |
| Wallmendingen                                                                   | Mittelberg                         | 193,31       |
| Warther Wald                                                                    | Warth                              | 86,44        |
| Wasserstuben                                                                    | Silbertal                          | 871,57       |
| Weide- und Streueinteressentschaft Fußach                                       | Fußach                             | 77,23        |
| Weißenbach                                                                      | Schnepfau                          | 219,64       |
| Weißenfluh                                                                      | Dornbirn                           | 55,92        |
| Weißtanne                                                                       | Schwarzenberg                      | 69,79        |
| Widderstein                                                                     | Warth                              | 94,92        |
| Wieden                                                                          | Au                                 | 30,72        |
| Wildgunten                                                                      | Mellau                             | 189,90       |
| Wirmboden                                                                       | Schnepfau                          | 248,86       |
| Wolfurter Ries (Vorderries)                                                     | Sibratsgfäll                       | 127,52       |
| Wöster (Laubach-Nest u. Hasengerach)                                            | Lech und Dornbirn                  | 1.341,81     |
| Wurzach                                                                         | Mellau                             | 153,28       |
| Zafern                                                                          | Fontanella                         | 113,69       |
| Zalim                                                                           | Brand                              | 566,09       |
| Zamang                                                                          | St. Gallenkirch                    | 408,61       |
| Zipfel                                                                          | Au                                 | 12,90        |
| Zürs                                                                            | Lech                               | 1.040,62     |
| Zürser Wald                                                                     | Lech                               | 30,73        |
| Zuger Wald                                                                      | Lech                               | 164,16       |
| Zuggenwald-Maisäß                                                               | St. Gallenkirch                    | 29,34        |
| Zwerenalpe                                                                      | Mittelberg                         | 210,90       |
| Zwischenwasser                                                                  | Zwischenwasser                     | 1.023,75     |